# Ortenburg (bayerisches Adelsgeschlecht)

Das Stammwappen der Grafen zu Ortenburg

Die bayerischen Grafen zu Ortenburg (früher Ortenberg) sind ein Dynastengeschlecht mit Ursprüngen aus Rheinfranken und Kärnten und ein Seitenzweig des Geschlechts der Spanheimer, die von 1122 bis 1269 (nominell bis 1279) die Kärntner Herzogswürde innehatten. Die Ortenburger regierten von 1134 bis 1805 die niederbayerische Reichsgrafschaft Ortenburg, ein reichsunmittelbares Territorium, und zählen daher zum Hohen Adel. Das Geschlecht der Grafen zu Ortenburg besteht bis heute, der Hauptzweig lebt im oberfränkischen Tambach.
Neben ihrer reichsunmittelbaren Grafschaft hatten die Ortenburger umfangreiche Besitzungen in Niederbayern, der Oberpfalz und Österreich. Zudem waren sie die Vögte des Hochstiftes Passau, des Domkapitels Passau, sowie der Klöster St. Nikola, Aldersbach, Frauenchiemsee und Mondsee.
Die Grafschaft Ortenburg in Kärnten gehörte einer 1418 erloschenen gleichnamigen Familie anderen Stammes und Wappens. Im generationenlangen Ortenburger Erbstreit beanspruchten später jedoch die bayerischen Ortenburger das Kärntner Erbe.

## Geschichte

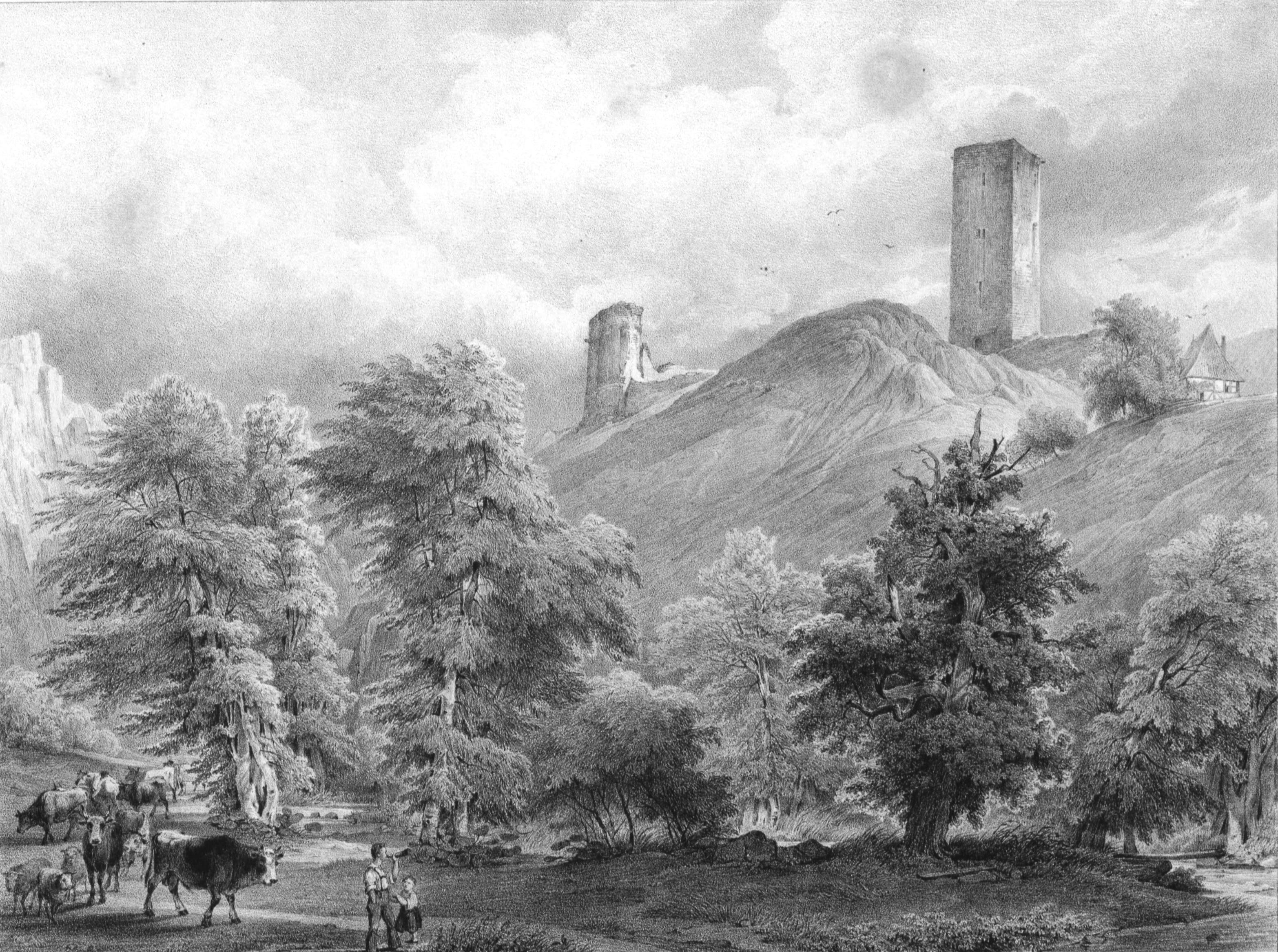
Ruine der Burg Sponheim 1834, Stammsitz der Spanheimer

Der Ursprung des Geschlechtes liegt in Rheinland-Pfalz. Urahn war Siegfried I. von Spanheim. Im Jahre 1044 trat er als regierender Graf zu Sponheim auf. Durch Heirat mit Richgard, der Erbtochter des Grafen Engelbert IV. im Pustertal aus dem Geschlecht der Sieghardinger, erlangte er große Besitzungen in Tirol und Kärnten. 1048 trat er als Gaugraf im Pustertal und Graf im Lavanttal auf. Er übernahm auch die Besitzungen seines Schwiegervaters in Oberbayern.
Sein Enkel, Engelbert II. von Kraiburg, der spätere Herzog von Kärnten, vergrößerte sie aufgrund seiner Ehe mit der reichen Erbtochter Uta von Passau, Tochter Ulrichs des Vielreichen, um ausgedehnte Besitzungen in Ober- und Niederbayern, die er unter seinen Söhnen aufteilte. Engelbert III. erhielt große Gebiete im Chiemgau und im Rottal, während sein Bruder Rapoto I. ausgedehnte Besitzungen nördlich Kraiburgs erbte.
Jener Rapoto wurde zum Stammvater des Seitenzweiges der Spanheimer: Ab 1134 nannte er sich „Graf von Ortenberg“ (nach dem alten Namen Ortenburgs). Nachdem Engelbert III. im Jahre 1173 kinderlos verstorben war, fiel Rapoto dessen Grafschaft Kraiburg-Marquartstein zu. Die Besitzungen des Hauses Ortenburg erstreckten sich von Tirschenreuth in der Oberpfalz über die Grafschaften Ortenburg, Kraiburg und Murach in einem weiten Bogen bis Kitzbühel in Tirol. Dies bildete fortan, für etwa 130 Jahre, das Kernland der Ortenburger Grafen. Nach Rapotos Tod im Jahre 1186 fielen seine Besitzungen an seine beiden Söhne Rapoto II. von Ortenburg und Heinrich I. Diese teilten die väterlichen Besitzungen auf, Rapoto II. bekam die Grafschaft Kraiburg-Marquartstein und die Besitzungen im Chiemgau und südlich davon, Heinrich I. die Grafschaft Ortenburg und die Grafschaft Murach. Die Gebiete wurden nach der Teilung nicht mehr wiedervereint.

### Die Kraiburger Pfalzgrafen von Bayern

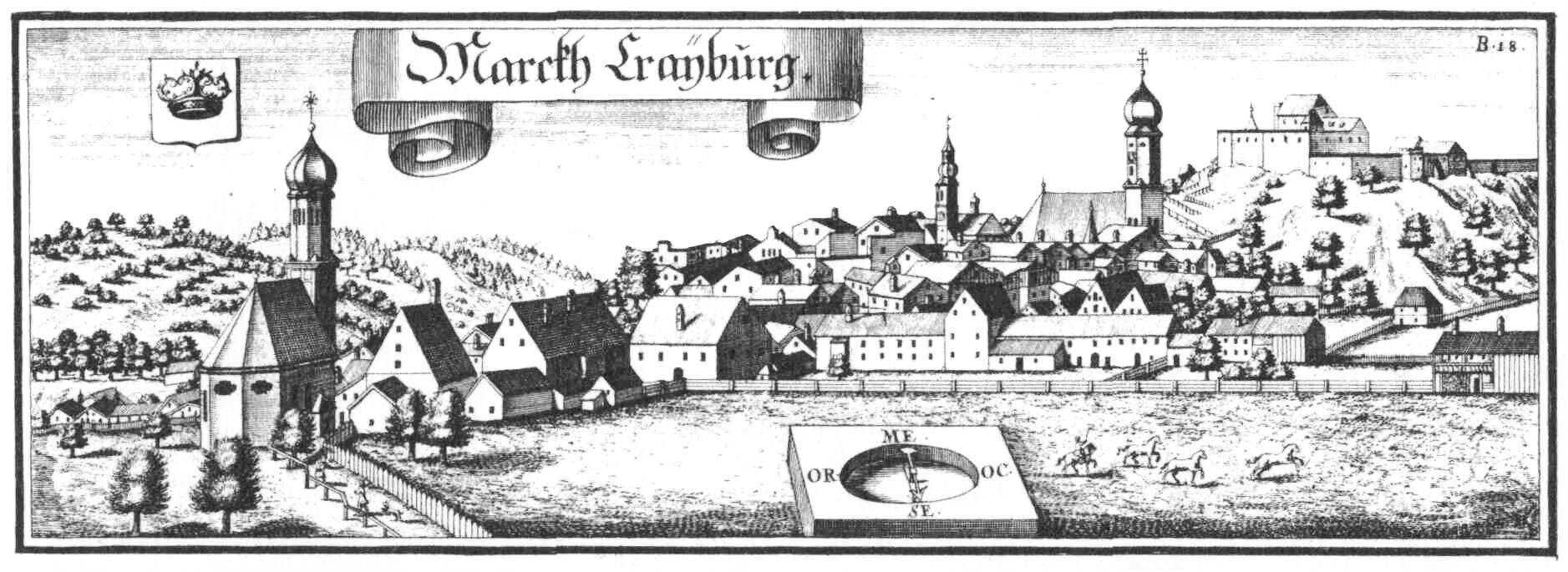
Kraiburg am Inn (1721)

Im Jahre 1208 erlangte Rapoto II. die Pfalzgrafenwürde. Somit wurde er der Stellvertreter des Kaisers und des Herzogs im Herzogtum Bayern. Sein Amt führte er von Kraiburg aus. Er war zusammen mit seinem Bruder Heinrich mehrfach in Konflikte mit den Nachbarn, den Bischöfen von Passau, den Herzögen von Bayern und Österreich und dem König von Böhmen, verwickelt. So fiel Herzog Ludwig I. von Bayern, der Schwager Rapotos II., im Jahre 1199 in das Kraiburger Land ein und zerstörte die Stammburg Kraiburg, die Rapoto jedoch nach Beilegung des Konflikts wiedererrichten ließ.
1231 starb Rapoto II. und sein Amt und seine Würden fielen an seinen Sohn Pfalzgraf Rapoto III. von Ortenburg. Unter seiner Herrschaft stand das Kraiburger Grafenhaus am Zenit seiner Macht. Die Besitzungen erstreckten sich von der Donau über große Teile des Rottals bis zum rechten Innufer, von der Alz bis an die Traun und vom Süden des Chiemsees bis ins Brixental. Des Weiteren hatte er große Lehensgüter im Salzburger Raum von den dortigen Bischöfen. Das Grafschaftsgebiet wurde abgesichert durch die Burgen Kraiburg, Trostberg, welche Rapoto III. 1232 errichten ließ, Massing, Dachberg, Rotenberg und Griesbach. Bis zum Tod des zweiten ortenburgischen Pfalzgrafen Rapoto III. im Jahre 1248 war das Haus Ortenburg eines der mächtigsten bayerischen Adelshäuser. Ihre Besitzungen reichten vom Brixental und Kitzbühel über einen weiten Bogen über das ostbayerische Land, bis hinauf nach Tirschenreuth in der Oberpfalz und waren damit sogar größer als die der Wittelsbacher. Die Ortenburger verwalteten ihre Besitztümer soweit selbstständig, dass sie auf dem besten Wege waren, ihre Gebiete vom Herzogtum Bayern unabhängig zu machen und zu einem selbstständigen Herzogtum aufzusteigen. Dies führte zu wiederholten Konflikten mit den Nachbarn. Nach dem Tod Rapotos III. 1248 und dem damit verbundenen Verlust der Grafschaft Kraiburg verloren die Ortenburger den Großteil ihrer Macht. Rapoto III. hatte nur eine Tochter, die Hartmann I. von Werdenberg heiratete, der die  gesamten übernommenen Besitzungen des ehemals ortenburgisch-pfalzgräflichen Hauses 1259 an den Wittelsbacher Herzog Heinrich XIII. von Niederbayern veräußerte.

### Die Ortenburger Grafen

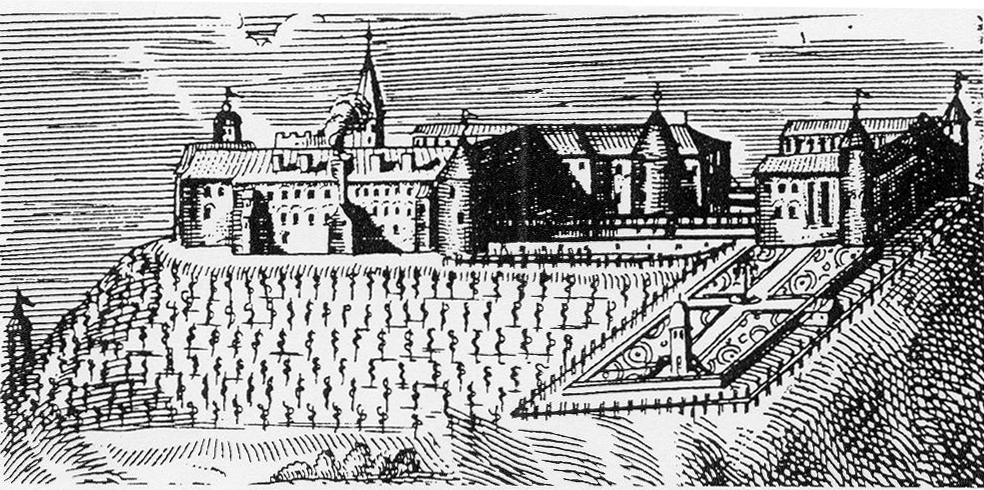
Schloss Ortenburg (um 1650)

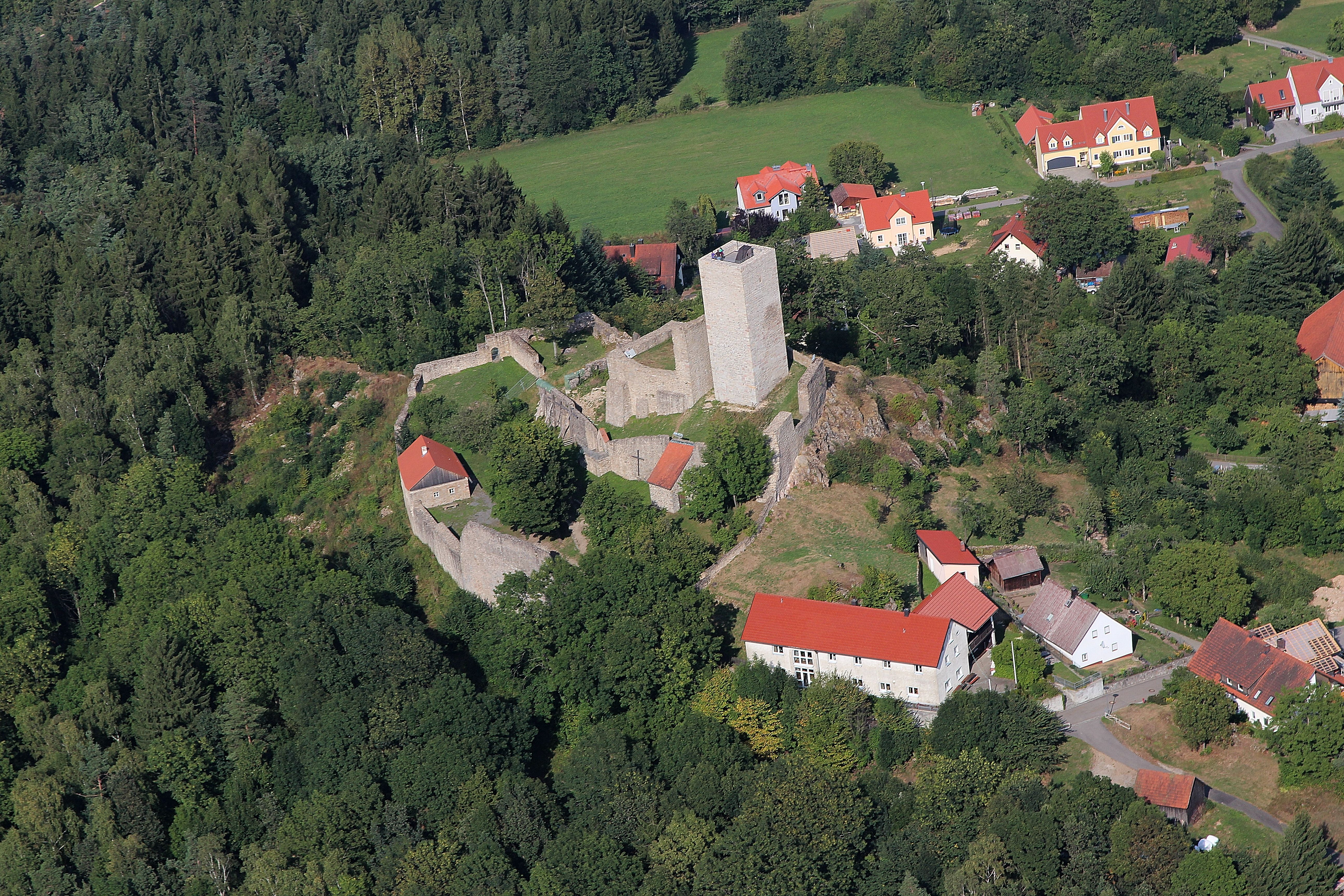
Burg Murach bei Oberviechtach

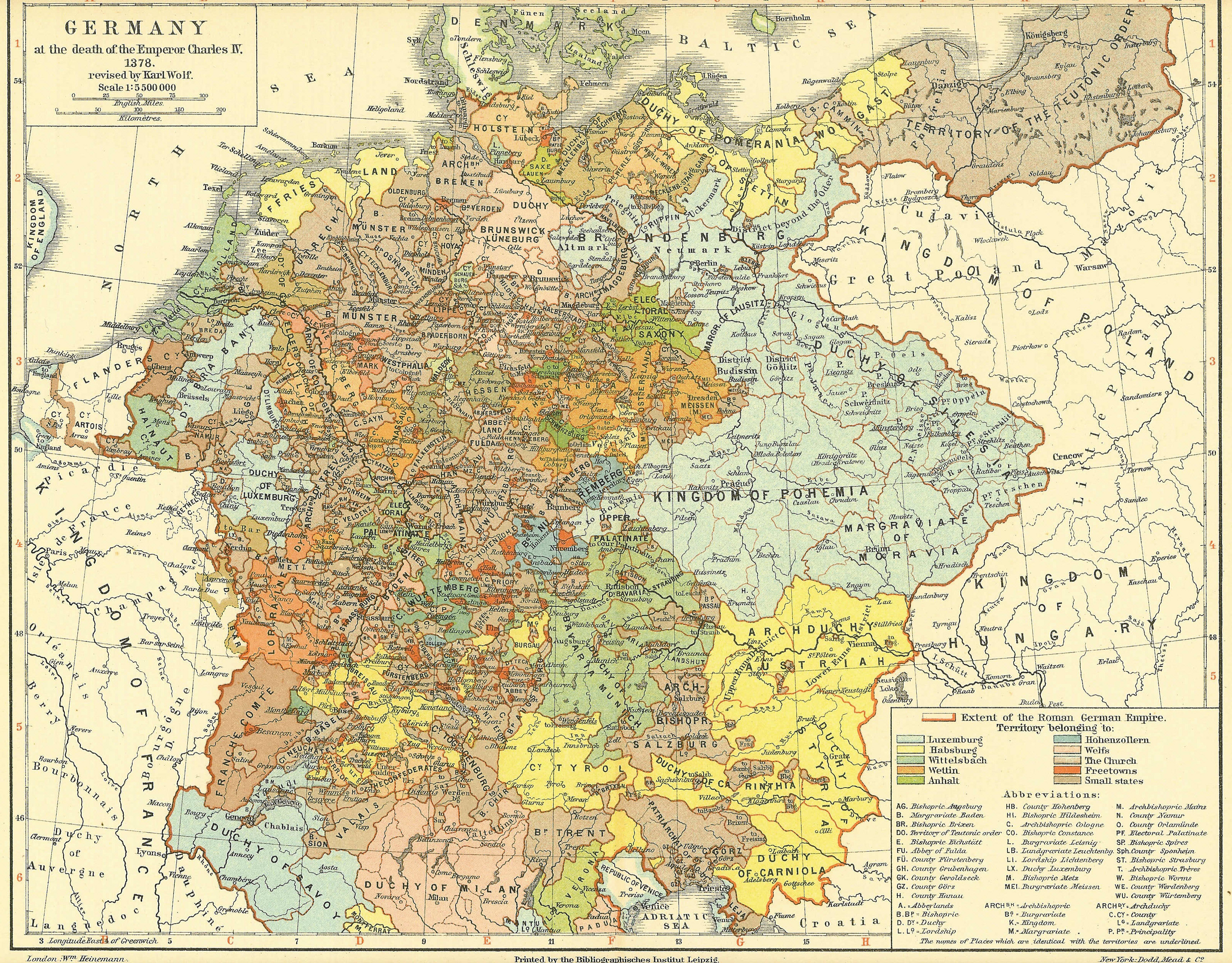
Das Heilige Römische Reich im Jahre 1378. Die Grafschaft Ortenburg ist vom Bistum Passau und vom Herzogtum Bayern eingeschlossen.

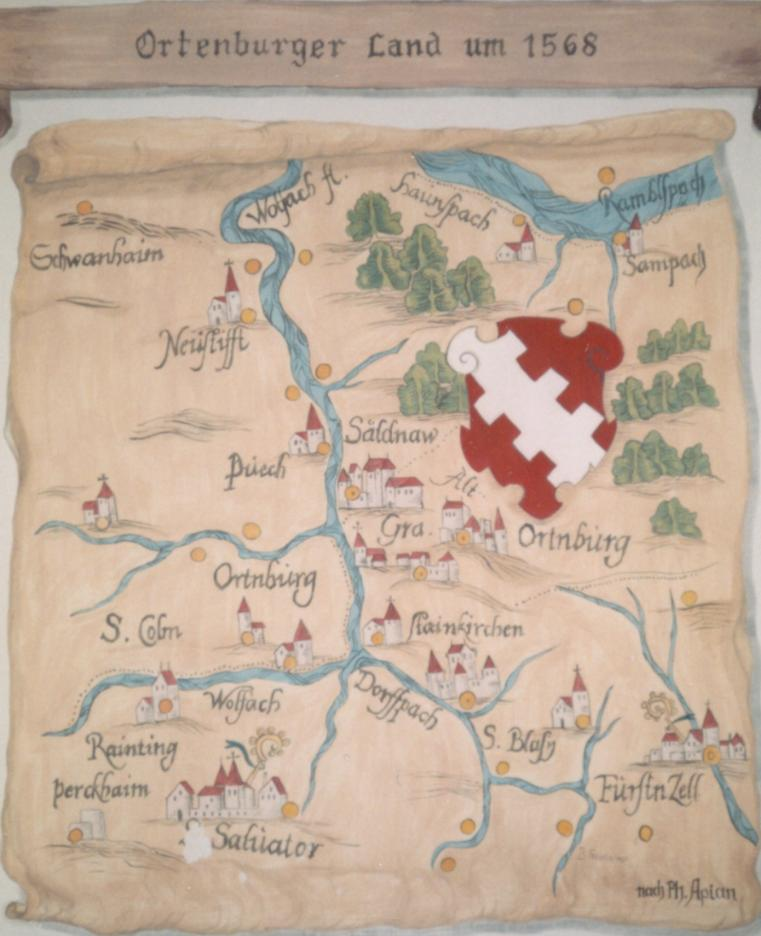
Das Kernland der Reichsgrafschaft Ortenburg nach einer Wandmalerei auf Schloss Ortenburg aus dem Jahre 1568. Von 1257 an veränderte sich das Gebiet des Kernlandes bis zum Tausch der Grafschaft im Jahre 1805 kaum.

Heinrich I. hatte in der Erbteilung mit seinem älteren Bruder Rapoto II. die Besitzungen im Nordgau mit Murach bei Oberviechtach sowie die Grafschaft Ortenburg im Wolfachtal mit Sitz in Ortenburg samt einigen Besitzungen im Rottal erhalten. Im Jahre 1206 gründete er zusammen mit dem Passauer Bischof die Stadt Vilshofen an der Donau. Eine Urkunde Kaiser Friedrichs II. von 1229 gewährte ihm Regalien wie das Betreiben von Bergwerken,  was als Keimzelle für die spätere Reichsunmittelbarkeit der Grafschaft Ortenburg gilt. Heinrichs Besitzungen vergrößerten sich 1223 und 1232 erheblich, als Diepold von Leuchtenberg, die Herren von Höhnberg und Heinrich von Altendorf (aus dem Hause der Grafen von Leonberg) ihm reiche Besitzungen verpfändeten. Darunter waren die Feste Leuchtenberg, Besitzungen zu Höchstadt an der Aisch und die Burg Pfaffenhofen im Nordgau sowie Besitzungen um Mühlbach, Neustadt und Neumarkt. Seine Besitzungen erstreckten sich vom Rottal bis hinauf nach Tirschenreuth entlang der böhmischen Grenze.

#### Erbstreit und Gebietsverluste
1238 schenkte Heinrich I. die Grafschaft Murach seinen jüngeren Söhnen aus zweiter Ehe, Gebhard, Diepold und Rapoto IV. sowie deren Mutter Richgard von Hohenburg, was seinen ältesten Sohn aus erster Ehe, Heinrich II., verbitterte. Durch ihn verlor die Ortenburger Linie später nahezu vollständig ihren Besitz und ihr Ansehen. Er folgte 1241 seinem Vater Heinrich I. als Graf von Ortenburg nach, wollte aber mit aller Macht verhindern, dass seine Halbbrüder an seine Besitzungen kamen. Er versuchte sogar, Richgard und seine Stiefbrüder gewaltsam in seine Hand zu bringen, sodass  der Kaiser ihnen einen Schutzbrief ausstellte. Richgard floh zu ihrem Verwandten Herzog Otto II. von Bayern. Dieser brach 1241 mit bewaffneter Macht in die Ortenburger Besitzungen ein und annektierte Vilshofen. Heinrich floh vor Otto II. zum Bischof von Passau. Dieser gewährte ihm Unterkunft, als Gegenleistung gab Heinrich ihm nach und nach immer mehr Güter aus seinen Besitzungen. 1248 floh Heinrich weiter nach Bamberg. Dem dortigen Bischof vermachte er seine ganzen Lehen und seinen ganzen Besitz gegen eine jährliche Rente von 50 Pfund Bamberger Pfennigen. So verlor das Haus Ortenburg nahezu seinen gesamten Besitz bis auf die Burgen Murach und Ortenburg, welche Herzog Otto immer noch besetzt hatte. Die verbliebene Grafschaft war nur noch so groß wie der Markt Ortenburg vor der bayerischen Gemeindegebietsreform von 1972.
Die Ortenburger gaben im Jahre 1391 unter Georg I. und Etzel I. zeitweise ihre Reichsrechte auf, wodurch die Grafen damals Vasallen der Herzöge von Bayern waren. Diese Zugeständnisse dienten im Laufe der Jahrhunderte den bayerischen Herzögen als Rechtfertigung, sich die Grafschaft einzuverleiben. Jedoch gelang ihnen dies trotz der schwerwiegenden Zugeständnisse und der damit verbundenen teilweisen Aufgabe der Reichsrechte nicht. Die Grafschaft war zwar vorübergehend ein bayerischer Vasall, jedoch wurde sie bis 1805 kein bayerischer Marktflecken. Durch die Eintragung 1521 in die Reichsmatrikel und das Reichskammergerichtsurteil von 1573 gelang es seinen Nachfahren, sich von den einstigen Zugeständnissen an die bayerischen Herzöge wieder zu lösen.

#### Wiederaufstieg
Bis ins Jahr 1551 stieg das Ansehen und die Macht der Ortenburger wieder. Sebastian I. hatte von seinem Schwiegervater Johann von Rohrbach, seit 1463 Reichsgraf von Neuburg, die Reichsgrafschaft Neuburg mit Schloss Neuburg am Inn geerbt. Kaiser Friedrich III. sah die Grafschaft jedoch als heimgefallenes Lehen an und besetzte sie 1467. Es gelang Sebastian I., die Burg einzunehmen und einer anschließenden Belagerung standzuhalten. Erst durch Vermittlung Herzog Ludwigs IX. von Bayern-Landshut kam es im Jahr 1473 auf dem Reichstag zu Augsburg zu einem Vergleich, wodurch der Graf eine Abfindung von 4000 Gulden für die Rückgabe der Grafschaft Neuburg erhielt. Die Reichsunmittelbarkeit der Grafschaft Ortenburg wurde erneut bestätigt. Sebastian I. war 1475 Kämmerer der Braut bei der Landshuter Hochzeit. Sein Sohn, Graf Christoph I., gehörte bald wieder zu den reichsten Herren in Niederbayern durch seine Heirat mit Anna Hollup, Erbtochter des böhmischen Ritters Friedrich von Hollup auf Schloss Mattighofen und Burg Neudeck.

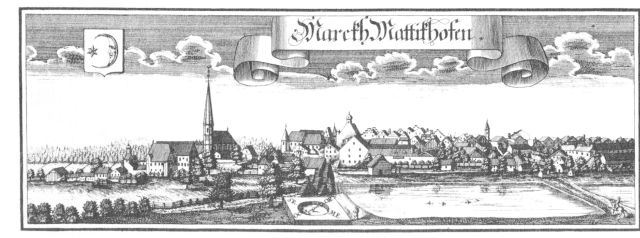
Schloss Mattighofen und der Markt Mattighofen (1721)
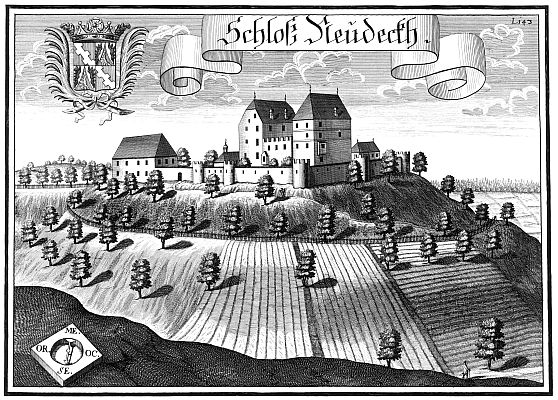
Schloss Neudeck (1723)
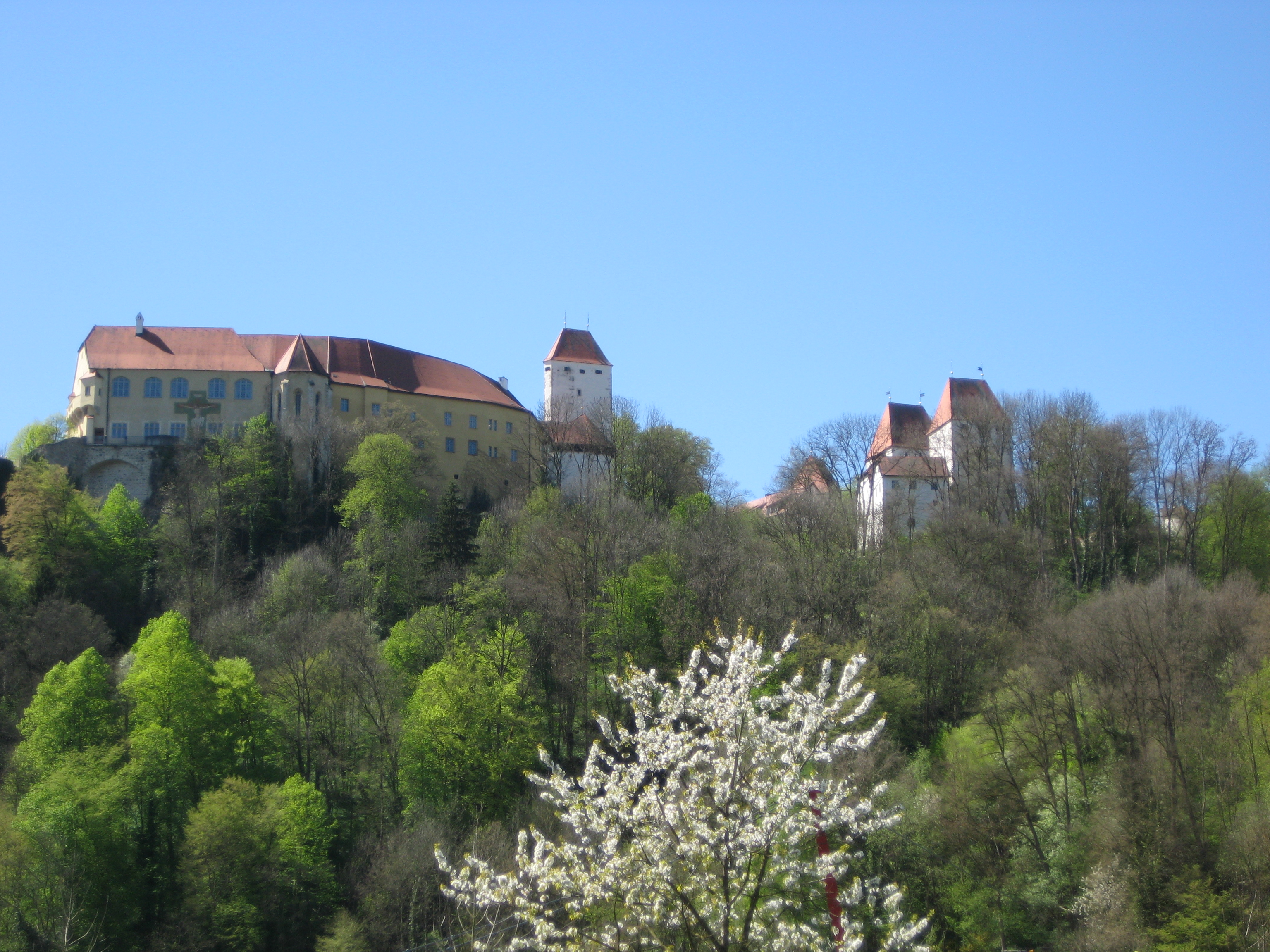
Schloss Neuburg am Inn

Im Jahre 1530 kam es unter Graf Christoph aufgrund des Ortenburger Erbstreites mit Graf Gabriel von Salamanca-Ortenburg um die Kärntner Grafschaft Ortenburg zu einer Namensumbenennung des bisher zumeist Ortenberg genannten niederbayrischen Geschlechtes zu Ortenburg, gleich dem erloschenen Kärntner Geschlecht. Der Streit um das vermeintliche Kärntner Erbe zog sich noch über Jahrhunderte hin. Im Jahre 1538 trat Christoph gemeinsam mit seiner zweiten Gemahlin zum evangelischen Bekenntnis über.

#### Übertritt zum evangelischen Glauben und Konflikte mit Bayern

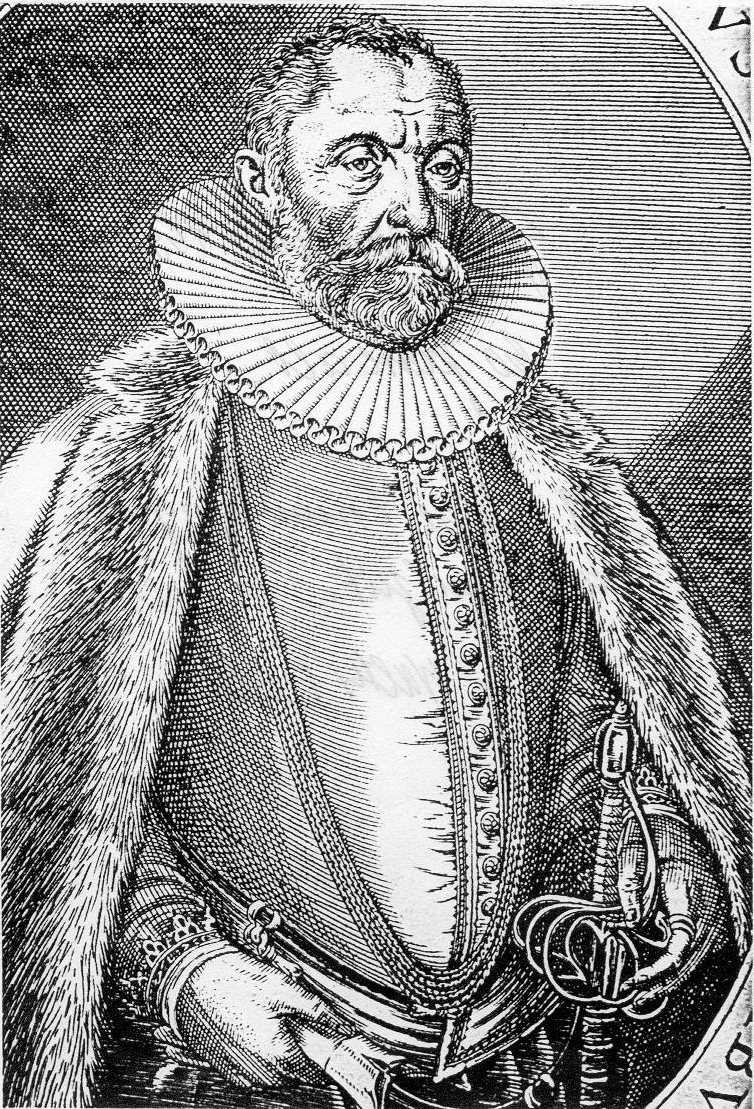
Reichsgraf Joachim von Ortenburg (1530–1600)

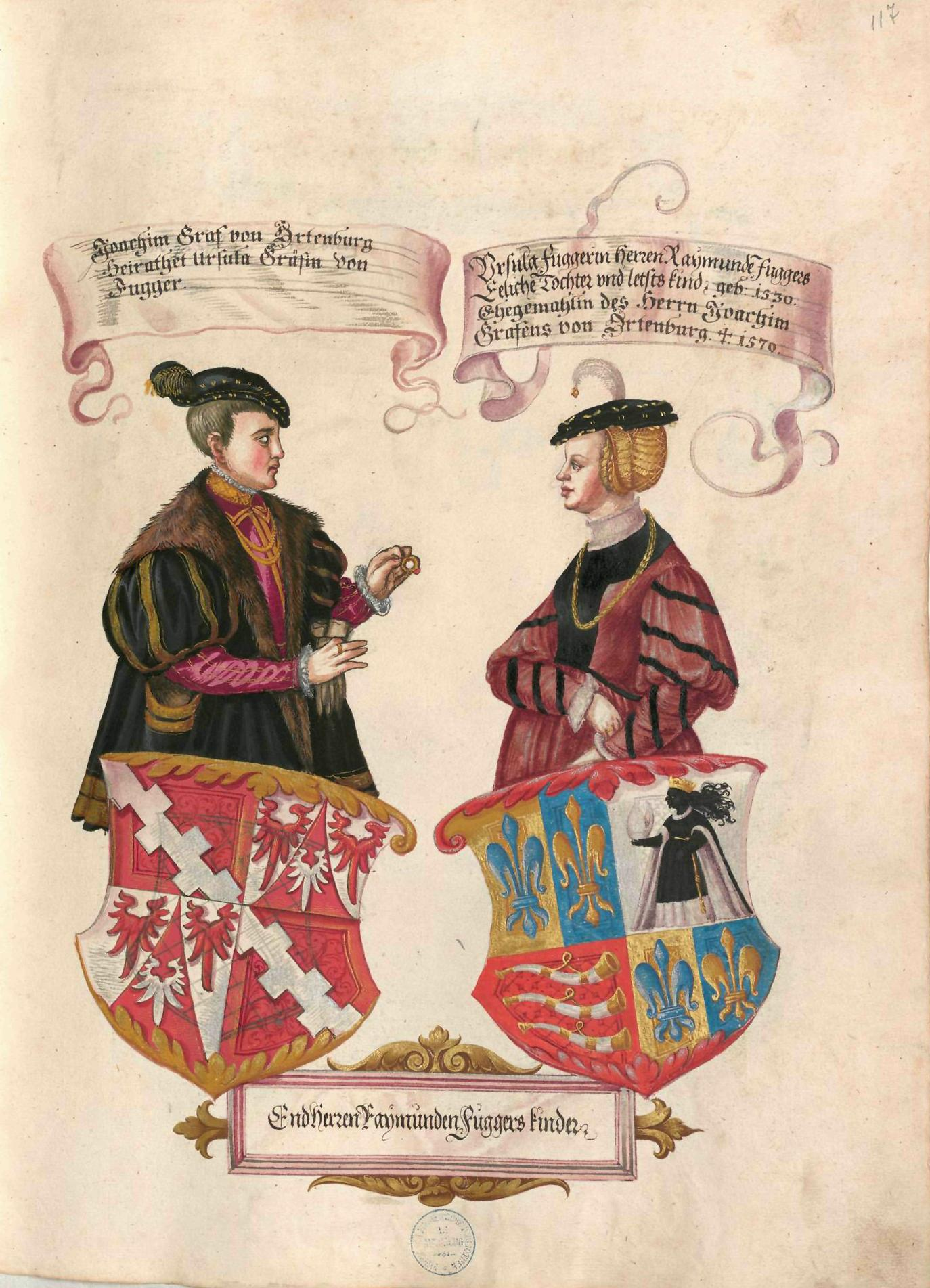
Joachim und seine erste Ehefrau Ursula Gräfin von Fugger

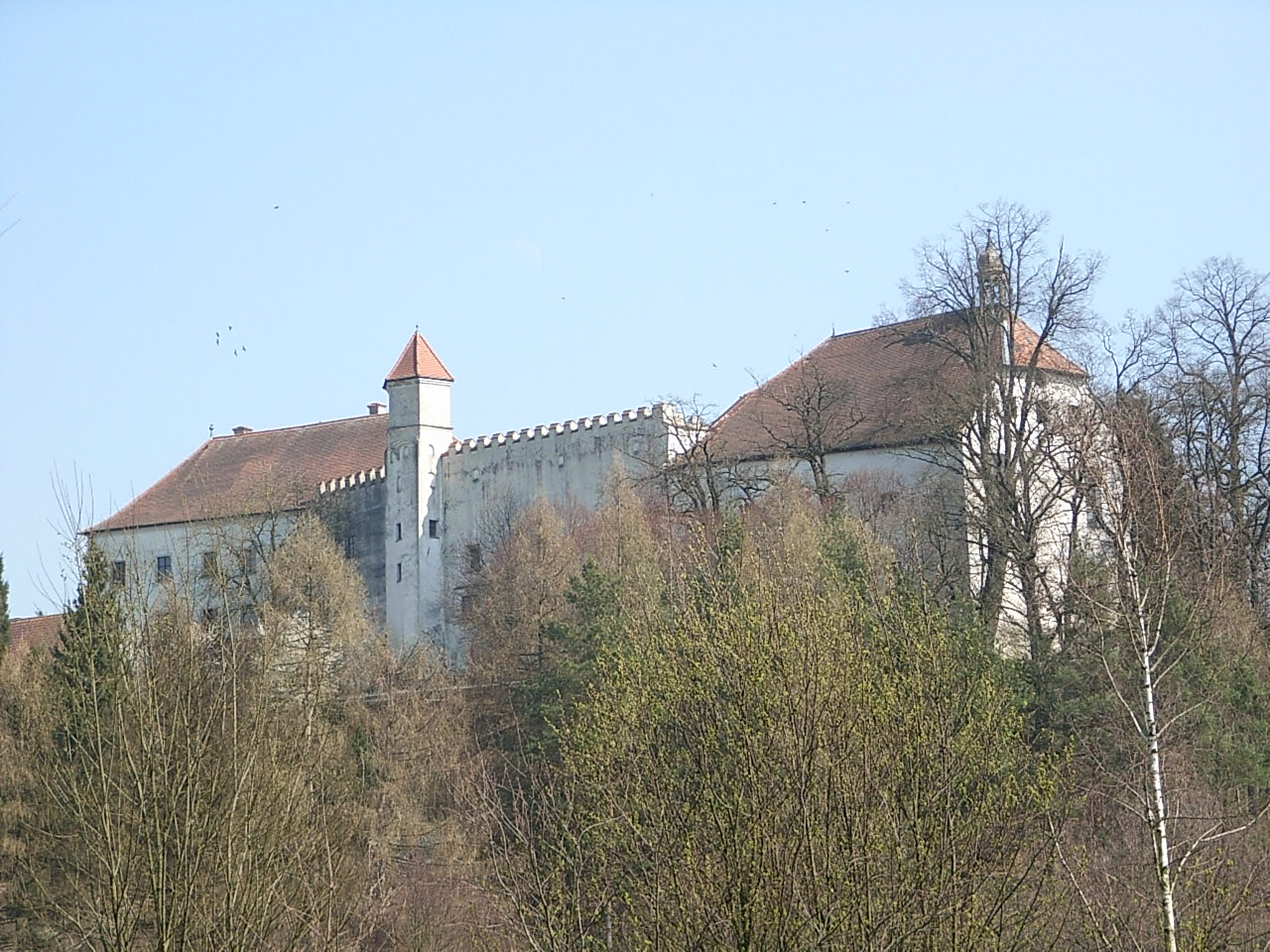
Die Stammburg Schloss Ortenburg wurde von Graf Joachim 1562 bis 1575 neu errichtet.

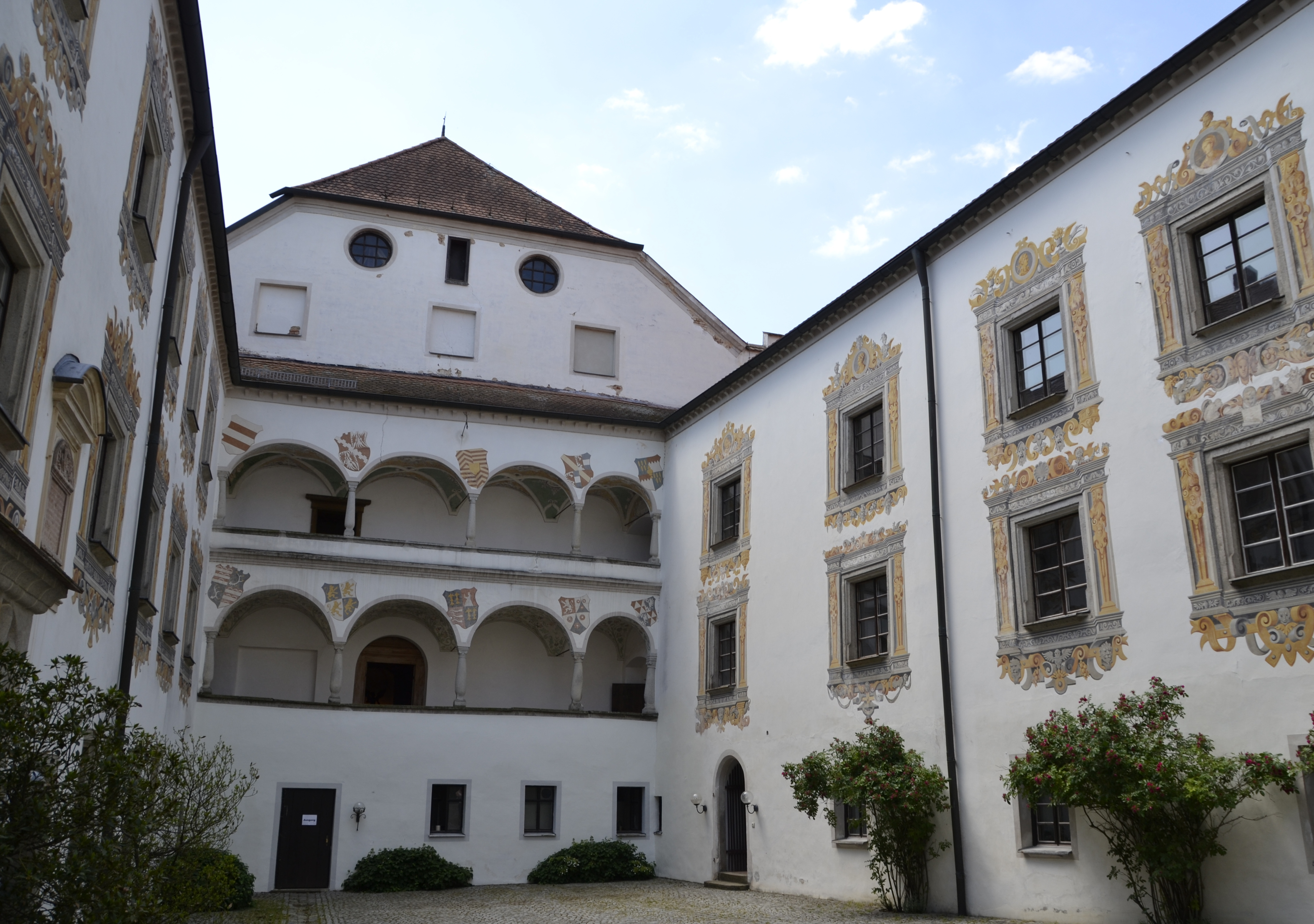
Innenhof von Schloss Ortenburg

1551 wurde Christophs Sohn Joachim regierender Graf. Dieser wurde im Laufe der Zeit bekennender Anhänger der lutherischen Lehre. Auf dem Reichstag zu Augsburg im Jahre 1555 setzte sich Joachim besonders für die Augsburger Konfession und für die protestantische Seite ein. Er führte in seiner Grafschaft 1563 offiziell den protestantischen Glauben ein. Dies war der Auslöser für die sogenannte Ortenburger Adelsverschwörung, die zu jahrzehntelangem Streit mit den bayerischen Herzögen führte. Insbesondere Herzog Albrecht V., zu dessen Adjutanten die bayerischen Landstände Joachim 1555 gewählt hatten, wurde von einem Freund zum erbitterten Feind des Grafen. Der Konflikt schwächte die Ortenburger immens. 1563 ließ Albrecht V. die beiden Ortenburger Festen Alt- und Neu-Ortenburg öffnen und besetzen, 1564 auch Mattighofen; außerdem zog der Herzog alle bayerischen Lehen und Besitztümer der Ortenburger ein. Um die weitere Verbreitung des Glaubens zu verhindern, sperrte Albrecht V. alle Zugänge zur Reichsgrafschaft. Diese Maßnahme zeigte jedoch nur bedingt Erfolg, da die bayerische Bevölkerung nun noch mehr versuchte, in die Grafschaft zu gelangen, um dort der Lehre Luthers zu folgen. Auch Joachim selbst blieb hartnäckig und änderte seine Ansichten nicht. Auf dem Reichstag zu Augsburg 1566 setzten sich die protestantischen Reichsfürsten für Joachim und seine Grafschaft ein, sodass es zu einem Vergleich kam. Die Prozesse und Blockaden ruinierten Joachim jedoch und er sah auch ein, dass die Herzöge ihre Bestrebungen, sich die Reichsgrafschaft einzuverleiben, nie aufgeben würden. Aus diesem Grund schuf er im Jahre 1566 gemeinsam mit seinen beiden Cousins Ulrich III. und Johann III. ein neues Erbgesetz. Darin wurde die bisher seit dem 13. Jahrhundert mündlich geltende Senioratsnachfolge für das Reichsgrafenamt gesetzlich festgelegt.
Joachim ließ sein Gesetz von Kaiser Maximilian II. bestätigen. Damit wurde die weitere Erbfolge des Hauses Ortenburg im Falle eines Aussterbens eines Familienzweiges gesichert. Auf Vermittlung von Joachims Schwager, Graf Hans Fugger, kam es in den Jahren 1589 und 1590 zu Verkaufsgesprächen mit dem Herzogtum Bayern. Als Tauschobjekt für die Grafschaft Ortenburg war die unmittelbar zu Böhmen gehörende Grafschaft Glatz vorgesehen, die 1549 für 140.000 Gulden pfandweise von Herzog Ernst von Bayern erworben worden und 1560 an Albrecht V. gefallen war. Zum Tausch kam es jedoch nicht. Vom Reichskammergericht wurde im Jahre 1573 erneut die Reichsunmittelbarkeit bestätigt, d. h. die Grafschaft Ortenburg blieb bis zu ihrem Ende reichsfrei und unabhängig von ihrem großen Nachbarn Bayern. Der bayerische Herzog wurde dazu verurteilt, in dieser Sache stillschweigend zu verbleiben, da dieser Konflikt bereits seit 1391, der Zeit des Georgs I. von Ortenburg schwelte. Joachim starb 1600 hoch verschuldet in Nürnberg.
Im 17. Jahrhundert waren die Ortenburger anfangs nur formell Grafen, da die Grafschaft nach Joachims Tod an dessen Witwe und deren Erben verpfändet war. Im Jahre 1628 versuchte Graf Friedrich Casimir, die Reichsgrafschaft samt den beiden Burgen auszulösen. Doch aufgrund seines verschwenderischen Lebensstils und seiner enormen Ausgaben für die Kunst (er betätigte sich auch selbst als Maler) schaffte er es nicht, die geforderten 25.000 Gulden aufzutreiben, und konnte lediglich die Stammburg Alt-Ortenburg auslösen. Erst seinem Nachfolger Graf Georg Reinhard und dessen Bruder Christian gelang es gemeinsam, die Grafschaft 1662, nach 61 Jahren, wieder auszulösen. Während des Dreißigjährigen Krieges stand das Adelsgeschlecht auf der Seite des Herzogtums Bayern. Der Grund dafür war, dass die beiden Brüder 1624, wie schon ihr Vater Georg IV. 1612, zumindest formell zum katholischen Glauben gewechselt waren, um sich vor weiteren Konflikten mit den bayerischen Nachbarn zu schützen, außerdem um gut bezahlte Hofämter zu erlangen und ihre Grafschaft wieder auszulösen. Im Gegenzug erhielten sie ihre bayerischen Lehen zurück, mit Ausnahme der reichen Herrschaft Mattighofen. Jedoch ließ der evangelisch verheiratete Georg Reinhard seine Kinder wiederum im protestantischen Glauben erziehen, sehr zum Missfallen seines kinderlosen Bruders Christian, sodass die nachfolgenden Generationen der Ortenburger wieder evangelisch wurden. Unter Graf Georg Philipp (1655–1702) kam es zum Konflikt mit der Ortenburger Bevölkerung wegen hoher Steuerbelastungen.

#### Tausch Ortenburgs gegen Tambach

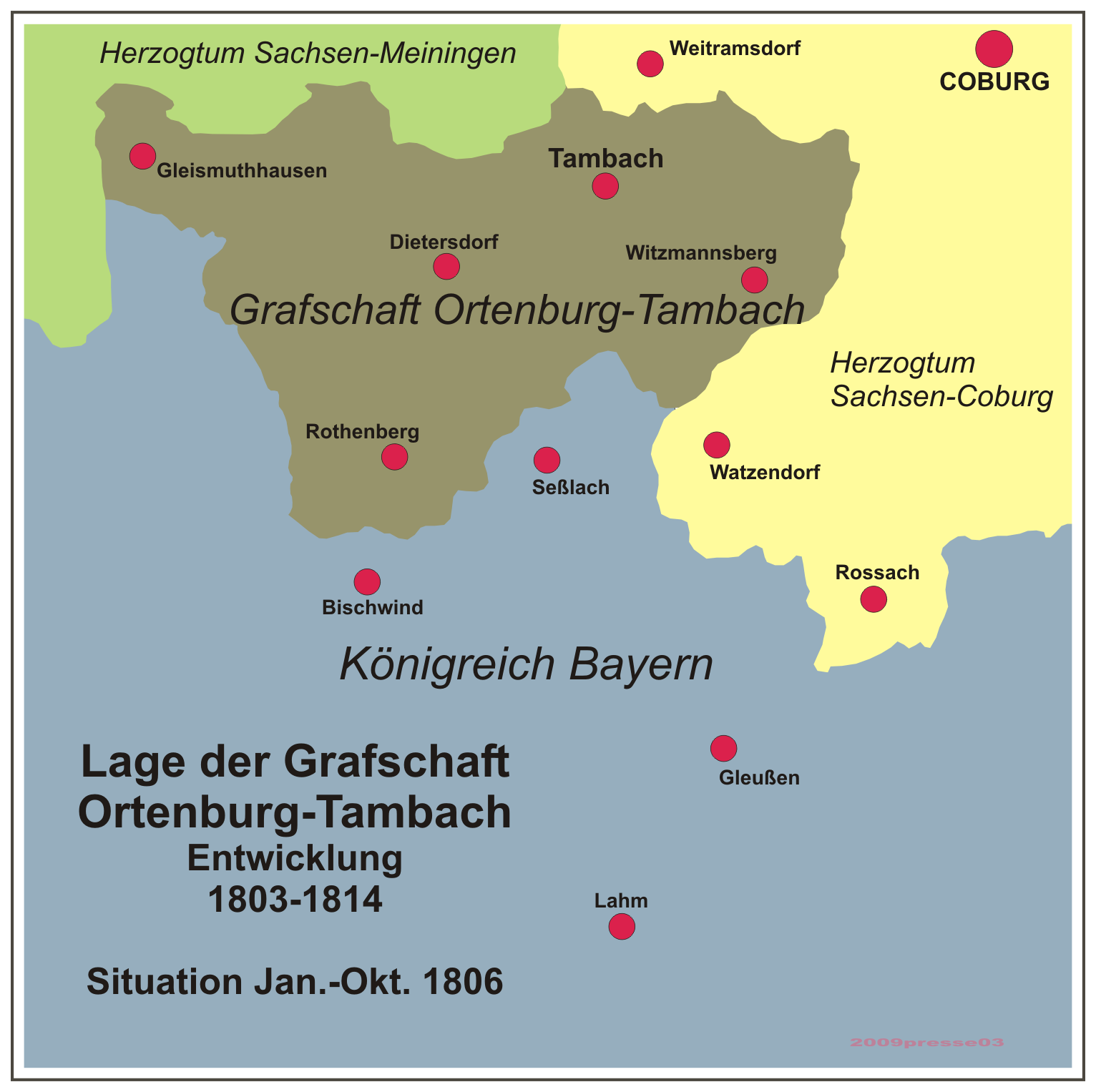
Die Grafschaft Ortenburg-Tambach 1806

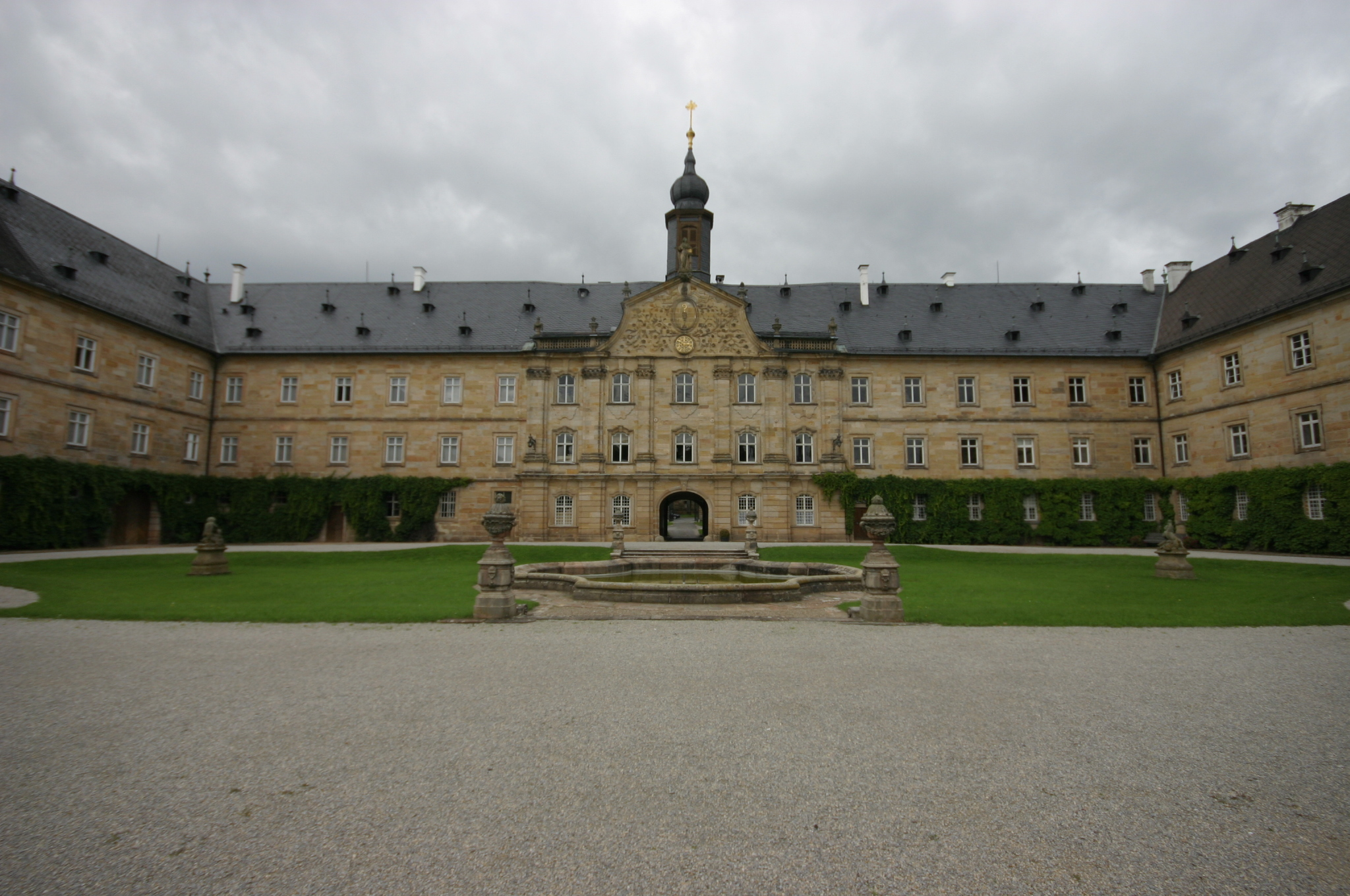
Schloss Tambach bei Coburg, das ehemalige Kloster

Nachdem die Grafschaft und das Geschlecht die napoleonischen Kriege als neutral überstanden hatte, tauschte Graf Josef Carl im Jahre 1805 die Grafschaft aufgrund des hohen Schuldenstandes seines Geschlechtes gegen die Grafschaft Ortenburg-Tambach ein. Da seine verschwenderische Mutter ihm hohe Verbindlichkeiten hinterlassen hatte, nahm er – als Dritter seiner Familie nach Georg I. und Joachim – Verkaufsverhandlungen über die Grafschaft auf. Mit dem Kurfürstentum Bayern kam es am 28. Februar 1804 zur Einigung über den Verkauf Ortenburgs sowie aller gräflichen Besitzungen in Bayern. Im Gegenzug erhielt der Graf die Zusage, eine noch zu benennende fränkische Herrschaft zu erhalten, außerdem verpflichtete sich der Kurfürst, die Schulden Joseph Carls zu übernehmen. Im März 1805 präsentierte Kurfürst Maximilian IV. das ehemalige Klosteramt Tambach an der Grenze zum Herzogtum Sachsen-Coburg-Gotha, welches aus Säkularisationsgütern stammte, als Tauschobjekt. Am 14. August 1805 wurde der Tauschvertrag unterzeichnet. Das Klostergut wurde zur Reichsgrafschaft Ortenburg-Tambach erhoben, diese jedoch bereits am 25. September 1806 durch das Kurfürstentum Bayern mediatisiert. Der Graf wurde dadurch zu einem Standesherren herabgestuft. Joseph Carl versuchte zwar auf dem Wiener Kongress wie viele andere mediatisierte Fürsten und Grafen, seine verlorenen Herrschafts- bzw. Hoheitsrechte wieder zu erlangen, jedoch ohne Erfolg. Im Jahre 1818 wurde in Bayern durch Maximilian I. eine neue Verfassung eingeführt. Darin vorgesehen war auch eine Entschädigung der Standesherren, wodurch Joseph Carl eine Geldzahlung sowie einen erblichen Sitz in der Kammer der Reichsräte erhielt.
Seit 1805 lebt das Ortenburger Geschlecht auf Schloss Tambach bei Coburg. 1827 erwarb jedoch Graf Josef Carl den vom Abriss bedrohten Stammsitz, das Schloss Ortenburg, von der bayerischen Krone – gegen Anrechnung auf die geschuldete Geldentschädigung – zurück. Erst Alram Graf zu Ortenburg auf Tambach (1925–2007), der erneut zum Katholizismus rekonvertierte, verkaufte das Ortenburger Schloss 1971 an einen ortsansässigen Hotelier. Sein ältester Sohn Heinrich (* 1956) erbte Tambach und ist gegenwärtiger Chef des Hauses Ortenburg, sein voraussichtlicher Nachfolger ist sein ältester Sohn Carl-Theodor (* 1992) aus der Ehe mit Désirée Prinzessin von Hohenzollern (* 1963, Tochter des Johann Georg von Hohenzollern und der Prinzessin Birgitta von Schweden). Alrams jüngerer, protestantisch gebliebener Bruder Aurel Ladislaus Franz (1927–2001) übernahm das – im 19. Jahrhundert von den Freiherren von Woellwarth geerbte – unterfränkische Schloss Birkenfeld; über seine Ehefrau, Isabelle Gräfin von Aldenburg-Bentinck (1925–2013), die letzte Erbin des deutsch-niederländischen Zweiges dieses bedeutenden Grafenhauses, kamen Teile der schwäbischen ehemaligen Standesherrschaft Waldeck-Limpurg sowie das niederländische Schloss Middachten bei Rheden im Gelderland an diesen Familienzweig der Ortenburgs; Middachten wurde vom Sohn Franz (* 1953), Birkenfeld vom Sohn Philipp (* 1955) übernommen.

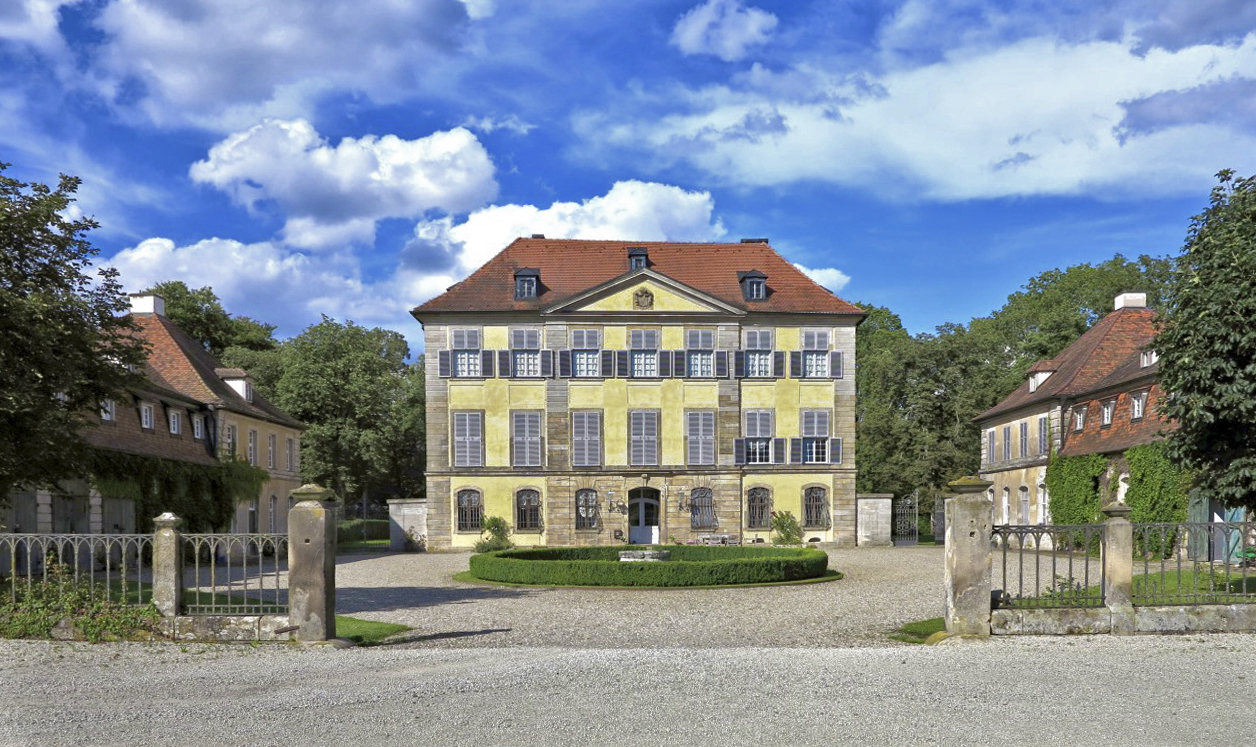
Schloss Birkenfeld
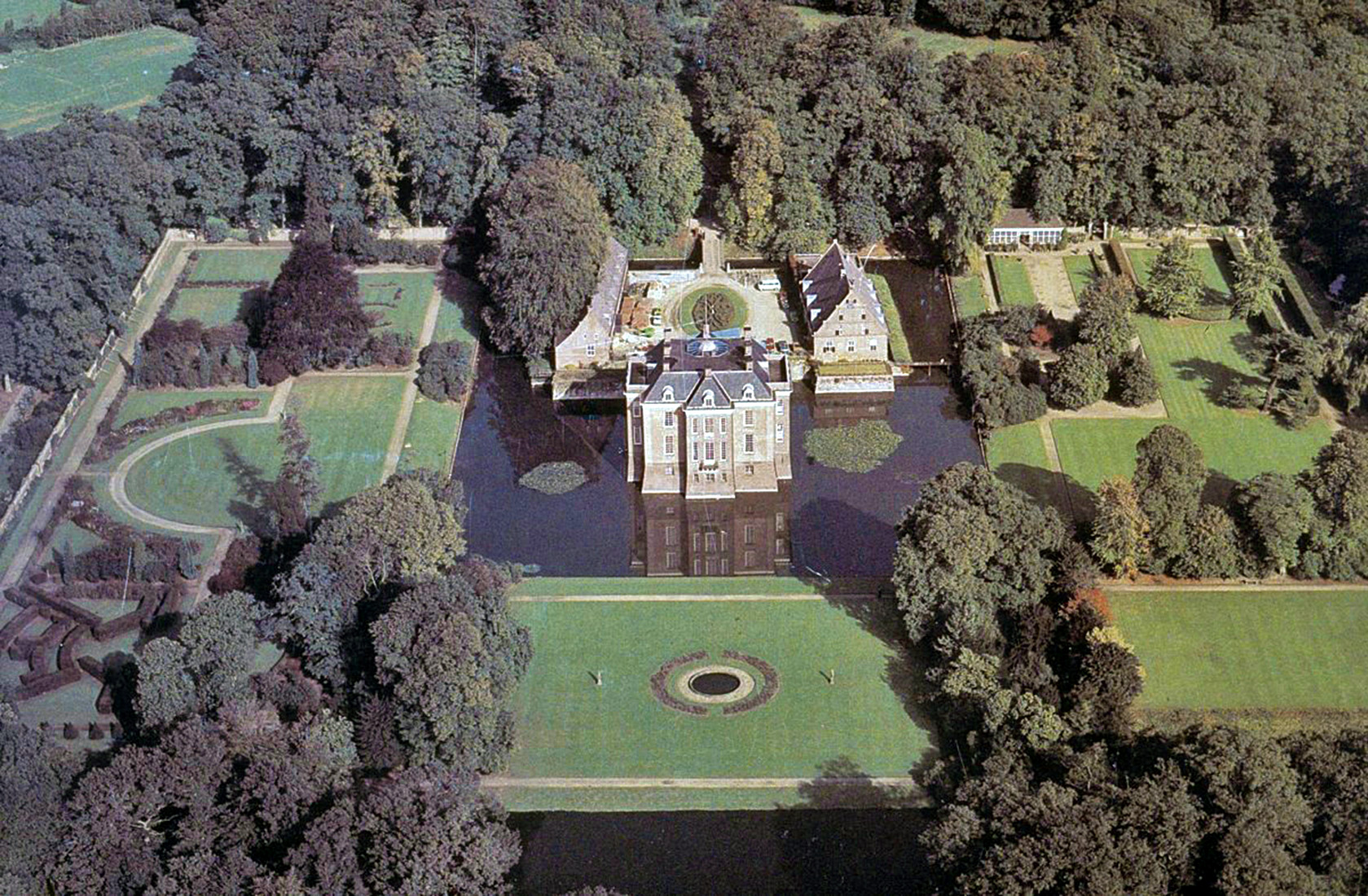
Schloss Middachten

Nach dem Geschlecht sind die Ortenburgstraße in München und Oberviechtach sowie die Ortenburgerstraße in Mattighofen benannt. Im Jahre 1966 wurde das Ortenburg-Gymnasium in Oberviechtach zur Erinnerung an die früheren Grafen von Ortenburg-Murach nach dem gräflichen Geschlecht benannt.

## Die Linien des Hauses Ortenburg und ihre Besitztümer
Das gräfliche Haus der Ortenburger war im Laufe seiner knapp 900-jährigen Geschichte in mehrere Linien aufgeteilt. Diese Linien teilten auch die Besitztümer der Reichsgrafschaft Ortenburg untereinander auf. Einige Linien starben im Laufe der Jahrhunderte aus. Die Bezeichnungen der verschiedenen Linien leiteten sich von der Burg bzw. dem Schloss ab, in der sie sich hauptsächlich aufhielten. Manche Bezeichnungen wurden mehrfach benutzt, wenn es nach dem Erlöschen einer Linie später wieder zu einer erneuten Abspaltung kam.
In der Familie gab es seit dem 13. Jahrhundert ein ungeschriebenes Gesetz, dass amtierender Reichsgraf nur der älteste lebende Graf einer Linie sein sollte, es handelt sich somit um ein Senioratsprinzip. Im Jahre 1566 führte Graf Joachim diese Regelung als verbindliches Hausgesetz ein, um zu verhindern, dass die Grafschaft bzw. weitere Besitzungen zukünftig verloren gingen. Die Grafschaft wurde nach außen nur von einem Grafen vertreten. Dies führte dazu, dass das Amt des Reichsgrafen mehrmals zwischen den Linien wechselte.

### Mittelalterliche Linien

#### Ortenburg

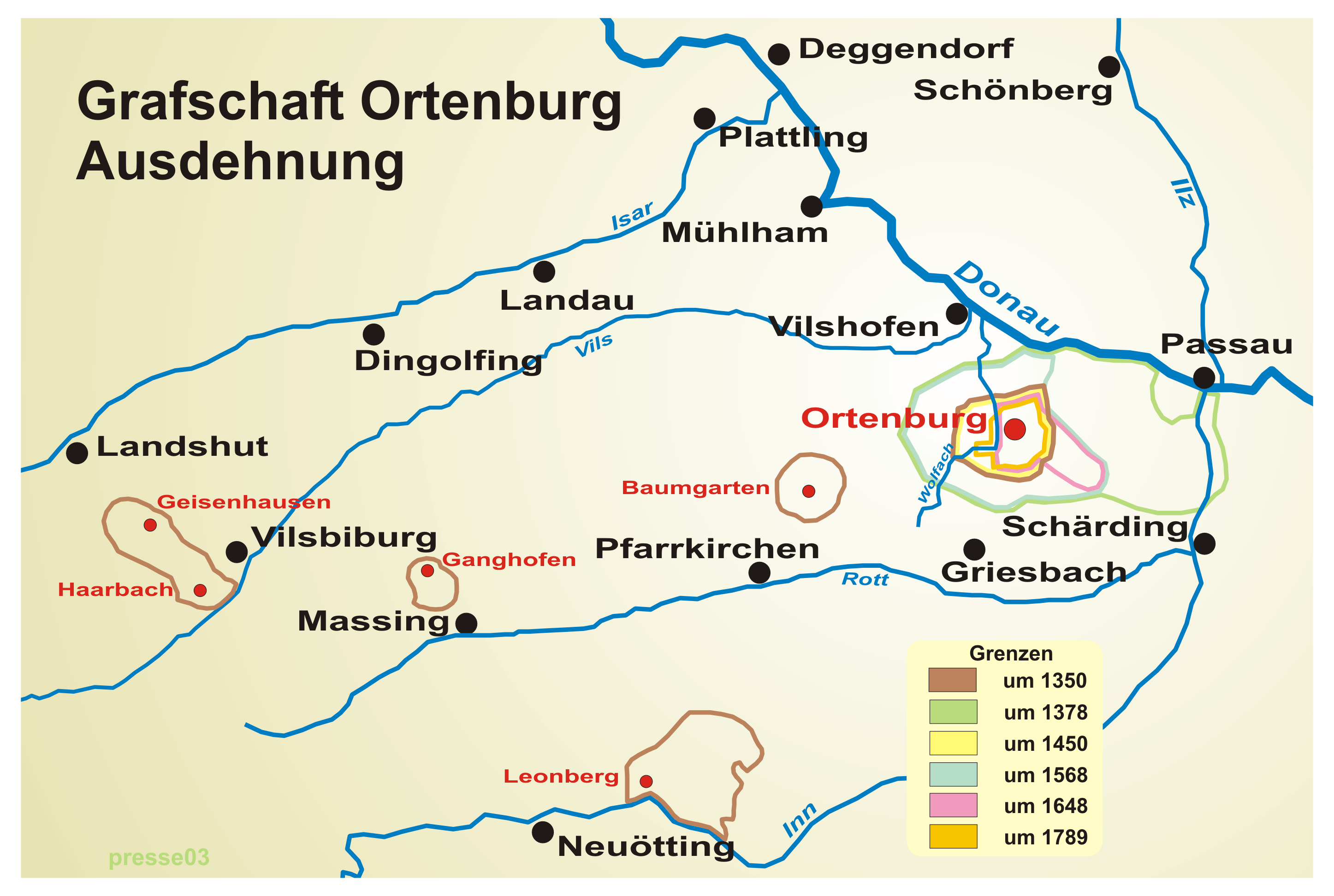
Gebietsentwicklung der Reichsgrafschaft Ortenburg von 1350 bis 1805

Die Ursprungslinie der Grafen von Ortenburg gründete Rapoto I. aus dem Hause der Spanheimer mit der Grafschaft Ortenburg um das Jahr 1120  und errichtete wahrscheinlich auch die Stammburg der Grafen über dem Ort auf einem strategisch günstigen Hügel über dem Wolfachtal. Nach seinem Ableben im Jahre 1186 kam es zur ersten Teilung. Der älteste Sohn Rapoto II. nahm die Besitzungen im Chiemgau und im Rottal und wurde amtierender Graf von Kraiburg. Rapotos jüngster Sohn Heinrich I. führte die Linie der Ortenburger fort. Dieser erhielt die Besitztümer nördlich des Rottals und in der Oberpfalz.
Durch innere und auch äußere Einflüsse schrumpfte die Ortenburger Grafschaft nach Heinrichs Ableben rapide. Diese restliche kleine Grafschaft war allerdings das Kernland für die Grafschaft und gehörte über 500 Jahre den Ortenburgern.
Die Urlinie der Ortenburger teilte sich mit dem Tod Heinrichs IV. im Jahre 1395 mit seinen Kindern in drei Linien auf. Sein Sohn Etzel I. bekam die Burg Alt-Ortenburg und den Markt, Georg I. die Burg Neu-Ortenburg samt dazugehörigen Besitzungen und Alram I. die Burg und das dazugehörige Dorf Dorfbach bei Ortenburg. Bald darauf nannten sich diese Brüder nach ihren Besitzungen. Dabei wurde auch die Grafschaft teilweise aufgeteilt.

#### Kraiburg-Ortenburg
Durch den Tod Rapotos I. im Jahre 1186 erhielt sein ältester Sohn die reiche Grafschaft Kraiburg. Diese wurde von der Grafschaft Ortenburg abgespalten und eine unabhängige Grafschaft. Rapoto II. förderte weiterhin stark den Handel und baute seine politische Macht weiter aus. So bekam er im Jahre 1208 die Pfalzgrafenwürde des Herzogtums Bayern verliehen. Sein Amt führte er weiterhin auf Kraiburg aus, wovon die Grafschaft, aber auch sein Geschlecht stark profitierten. Als Rapoto II. im Jahre 1231 verstarb, erlangte dessen Sohn Rapoto III. die Pfalzgrafenwürde. Unter ihm erreichte das Kraiburger Haus seine größte Macht. Der Reichtum des Hauses wuchs und die Grafschaft erreichte ihre größte Ausdehnung. Rapoto III. hatte nur eine Tochter und   diese Linie des Hauses Ortenburg erlosch im Jahre 1248 mit seinem Tod; die Besitztümer fielen an den Ehemann seiner Tochter Hartmann I. von Werdenberg, der sie 1259 an die Wittelsbacher veräußerte. Die Ortenburger Grafen versuchten vergeblich, an die Besitztümer dieser Linie zu kommen.

### Linien des 15. Jahrhunderts
Nach dem Tod Graf Heinrichs IV. im Jahre 1395 kam es zu großen Erbteilungen. Das Haus treilte sich in die drei Linien Alt-Ortenburg, Neu-Ortenburg und Dorfbach.

#### Alt-Ortenburg

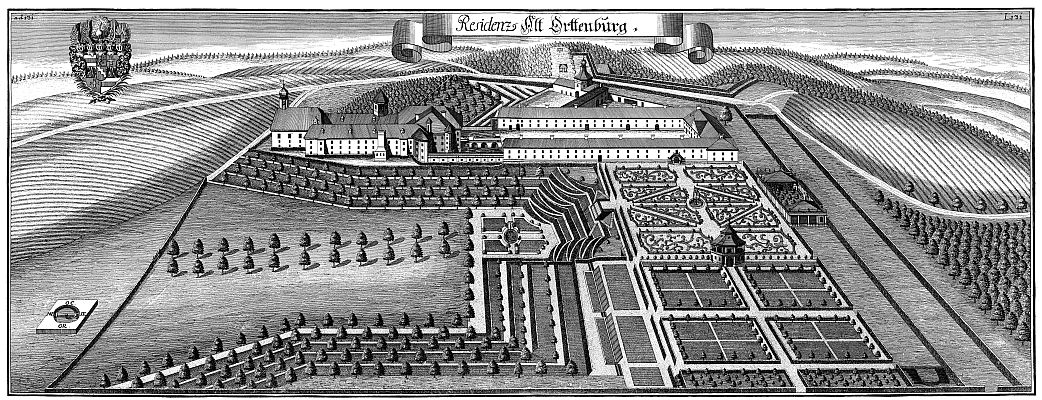
Schloss (Alt-)Ortenburg

Etzel, der Sohn Heinrichs, erhielt die Stammburg Alt-Ortenburg und den dazugehörenden Markt Ortenburg. Er regierte zunächst gemeinsam mit seinem älteren Bruder Georg I. die Reichsgrafschaft und wurde nach dessen Ableben 1422 amtierender Reichsgraf von Ortenburg. Etzel stufte gemeinsam mit seinem Bruder die Grafschaft vorübergehend zu einem Vasallen des Herzogtums Bayern-Landshuts herab, da beide dem übermächtigen bayerischen Herzog nicht Widerstand leisten konnten.
Im Jahre 1446 verstarb Etzel in Straubing. Da er nur eine Tochter hatte, starb mit ihm die Linie Alt-Ortenburg aus. Seine Besitzungen fielen, dank der Ortenburger Erbregelungen, wieder an das Haus Neu-Ortenburg zurück.

#### Neu-Ortenburg

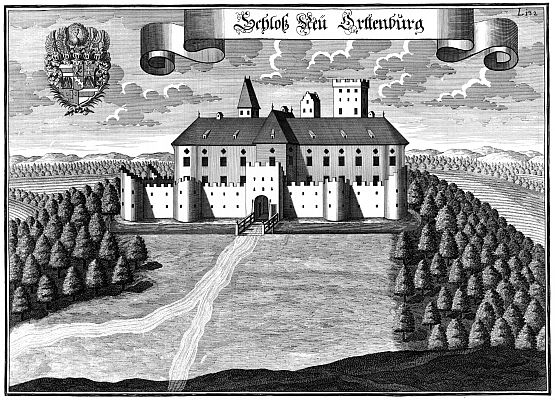
Schloss Neu-Ortenburg

Heinrichs Sohn Georg I. erhielt Neu-Ortenburg und die dazugehörenden Besitzungen. Georg regierte bis zu seinem Lebensende gemeinsam mit seinem Bruder Etzel. Beide konnten jedoch nicht verhindern, dass die Grafschaft dazu gezwungen wurde, ein Vasall der Herzöge von Bayern-Landshut zu werden.
Georgs Linie entwickelte sich im Laufe des Jahrhunderts als Hauptlinie der Ortenburger Grafen. Nachdem die anderen beiden Ortenburger Linien 1446 bzw. 1461 ausgestorben waren, fielen alle Besitzungen dieser Linie zu. Bis in die Mitte des 16. Jahrhunderts schaffte es das Haus Neu-Ortenburg, sich aus der Wittelsbacher Umklammerung zu lösen. Die Einführung der Reformation in Ortenburg im Jahre 1563 führte jedoch zu erneutem Konflikt mit Bayern.

#### Dorfbach

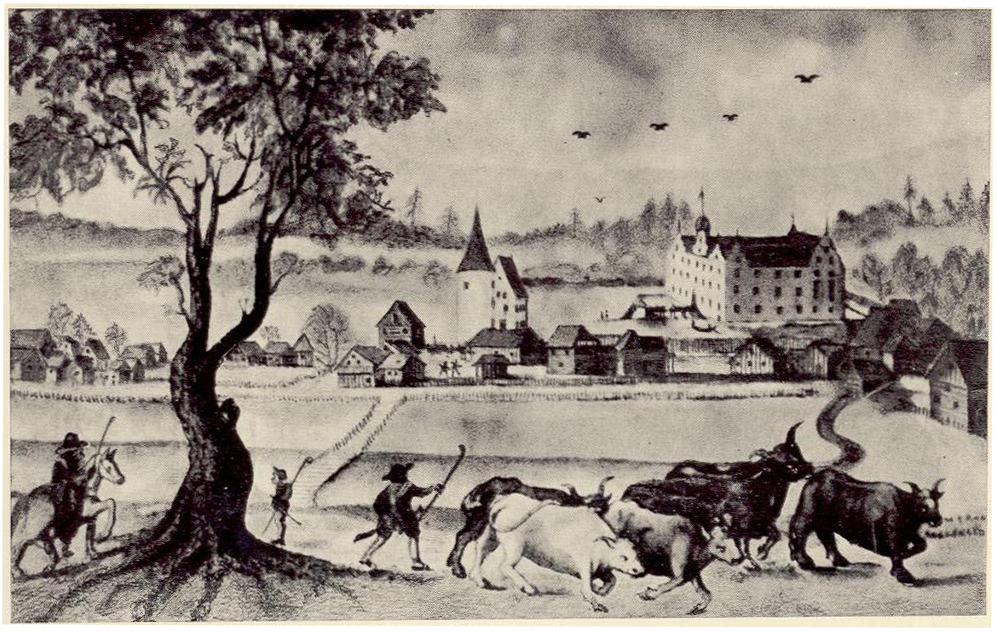
Dorfbach und die beiden Schlösser Ober- und Unterdorfbach um das Jahr 1620, Aquarell von Graf Friedrich Casimir von Ortenburg

Heinrichs Sohn Alram I. fielen die Dorfbacher Besitzungen zu. Diese waren zwar bereits ein Teil der Reichsgrafschaft, wurden aber als Lehen vergeben. Durch die Heirat Alrams im Jahre 1381 mit der reichen Witwe Barbara von Rottau und den Verzicht der nächsten Verwandten ihres verstorbenen Mannes fielen die reichen Besitzungen wieder an das Haus der Ortenburger zurück. Auf weitere Gebiete verzichtete er nach seines Vaters Tod. Seither nannte sich Alram I. „Graf zu Ortenburg, gesessen zu Dorfbach“. Nach dem Tod seines Sohnes Alram II. im Jahre 1461 starb die Dorfbacher Linie aus und die Besitzungen fielen an die Linie Neu-Ortenburg.

### Unterteilung des Hauses Neu-Ortenburg seit dem 16. Jahrhundert
Nach dem Tod des Grafen Georg II. († 1488) und dessen Stiefbruders Sebastian I. († 1490) kam es nicht zu großen Erbteilungen. Vielmehr verwalteten die Grafen die Besitzungen im 16. und 17. Jahrhundert zum Großteil gemeinsam. Auch benannten sich die Linien nicht mehr direkt nach ihren Residenzen.
Prinzipiell bildeten sich zwei Zweige, die Familie Graf Christophs mit Sitz auf Alt-Ortenburg und Mattighofen, sowie die Familie Graf Ulrichs II. mit ihren Besitzungen zu Schloss Söldenau und Saldenburg.
Nach dem Tod Joachims im Jahre 1600 teilten Graf Heinrich VII. und Georg IV. die Besitzungen untereinander auf. Die Grafschaft selbst war verpfändet, Georg erhielt die Besitzungen um Schloss Neudeck, Heinrich hingegen die Besitzungen um Söldenau.
Durch die Auslösung der Grafschaft 1662 durch die Grafen Georg Reinhard und Christian kam es zu einer neuen Besitzverteilung. Georg Reinhard erhielt Schloss Alt-Ortenburg, Christian Neu-Ortenburg. Nach Christians Tod im Jahre 1684 fielen die Besitzungen an Georg Reinhards Sohn Georg Philipp, der erstmals wieder alle ortenburgischen Besitzungen auf sich vereinigen konnte. Um weitere Erbteilungen zu verhindern, verfasste er das Gesetz, dass alles dem regierenden Grafen und der ganzen Grafenfamilie gehöre. Fortan kam es bis 1805, dem Ende der Grafschaft, zu keiner weiteren Aufsplittung der Ortenburger Besitzungen.
Trotz der verschiedenen familiären Linien wurde weiterhin am Senioratsprinzip festgehalten. Heute lebt die Hauptlinie des gräflichen Hauses in Tambach bei Coburg.

## Grablegen
Die gräfliche Familie hatte während ihrer Regentschaft in Niederbayern zwei Grablegen. 1288 bestimmte Graf Rapoto IV. die Sixtuskapelle am Passauer Dom zur Begräbnisstätte des Grafenhauses, da dort bereits sein Vater und Großvater bestattet waren; sie heißt deshalb auch Ortenburgkapelle. Dort wurden sämtliche katholischen Familienmitglieder beigesetzt, die letzte Bestattung fand im Jahre 1684 mit Graf Christian statt.
Im Jahre 1573 errichtete Graf Joachim in der Marktkirche zu Ortenburg eine neue Gruft. Darin wurden bis zum Wegzug der gräflichen Familie im Jahre 1805 sämtliche evangelischen Familienmitglieder bestattet.

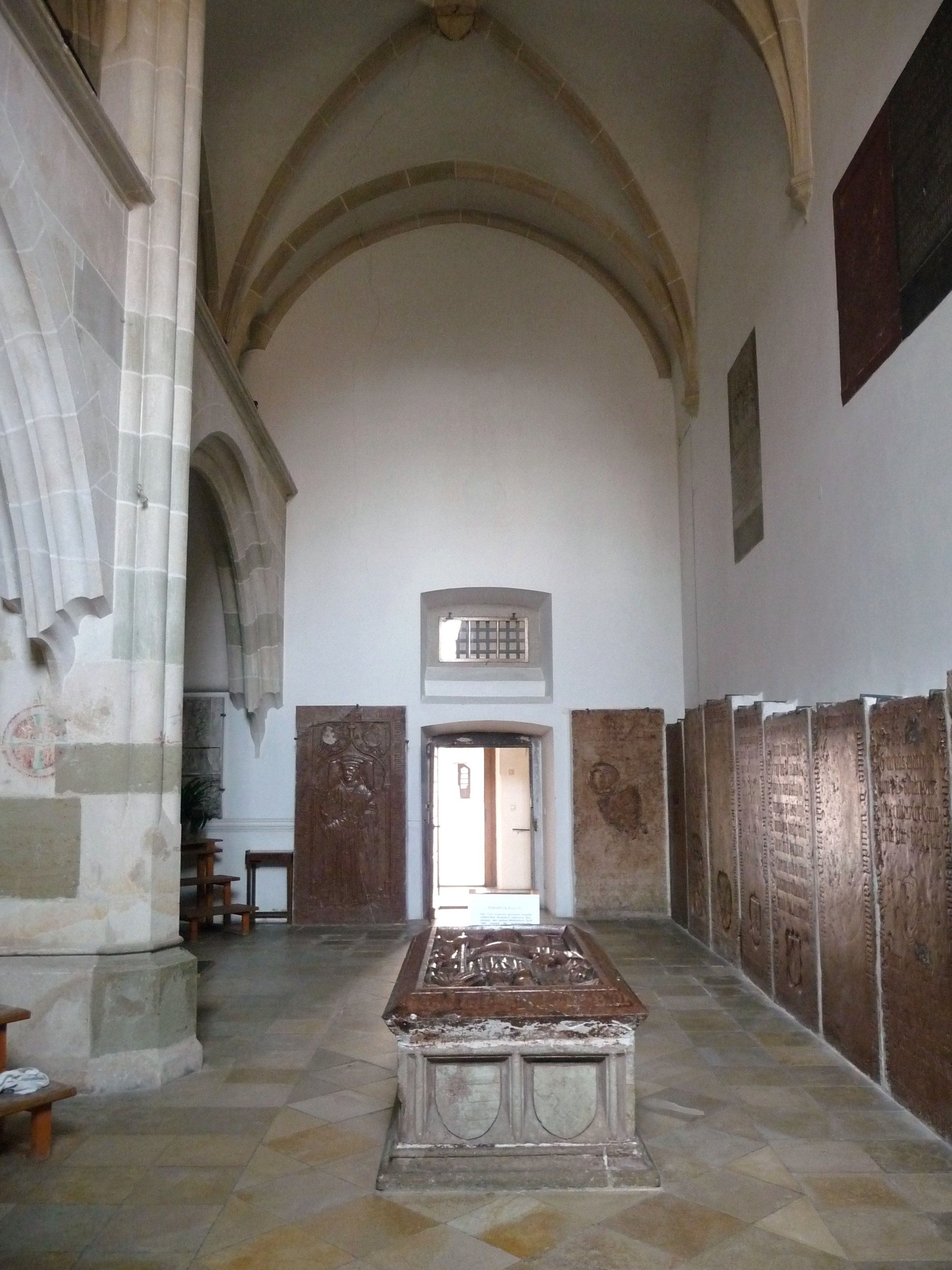
Sixtuskapelle (Passau) (Ortenburgkapelle) mit dem Hochgrab von Graf Heinrich IV.
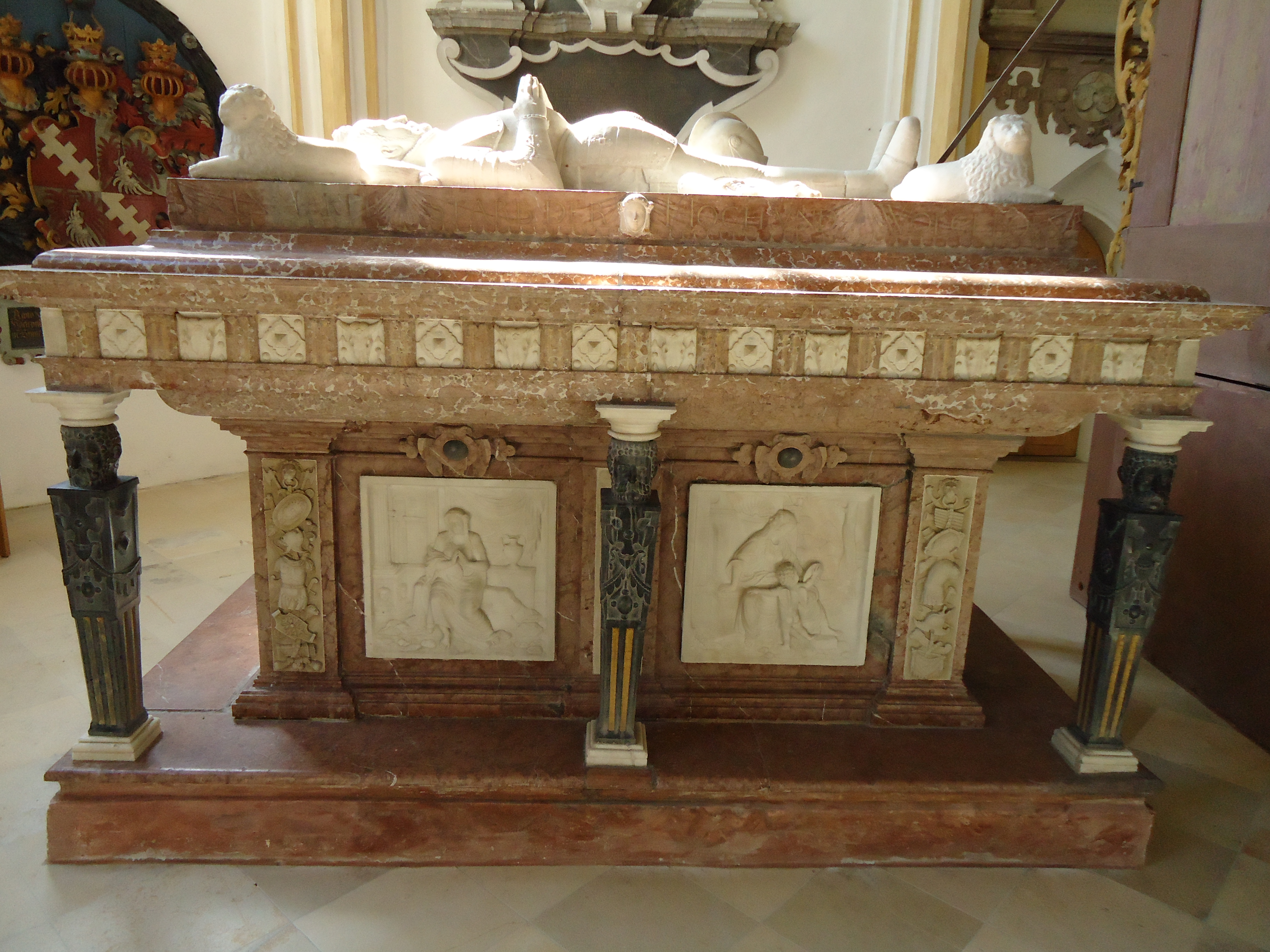
Kenotaph Graf Joachims in der Marktkirche (Ortenburg) von 1576/77
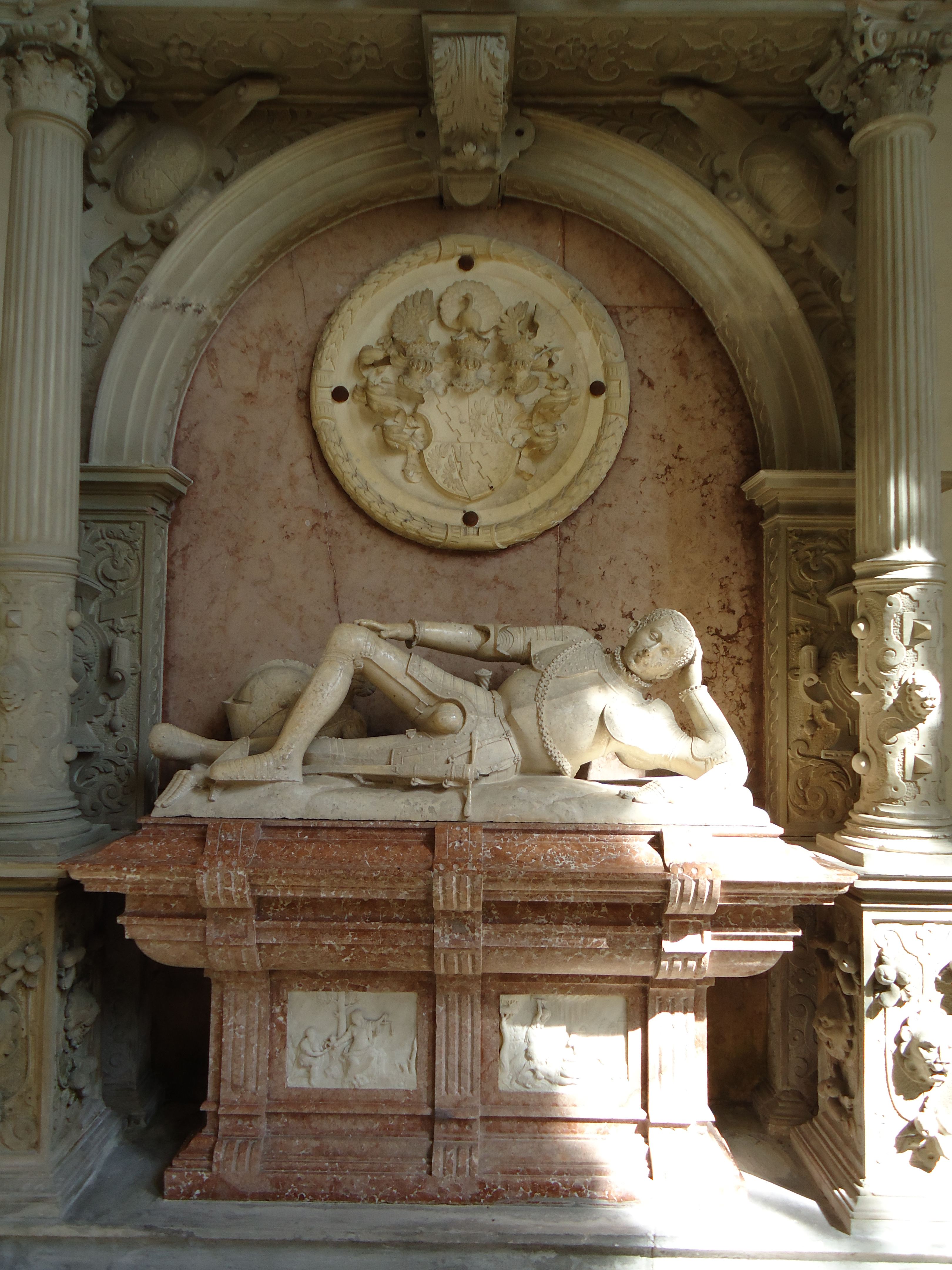
Kenotaph Graf Antons von 1574/75 in der Marktkirche
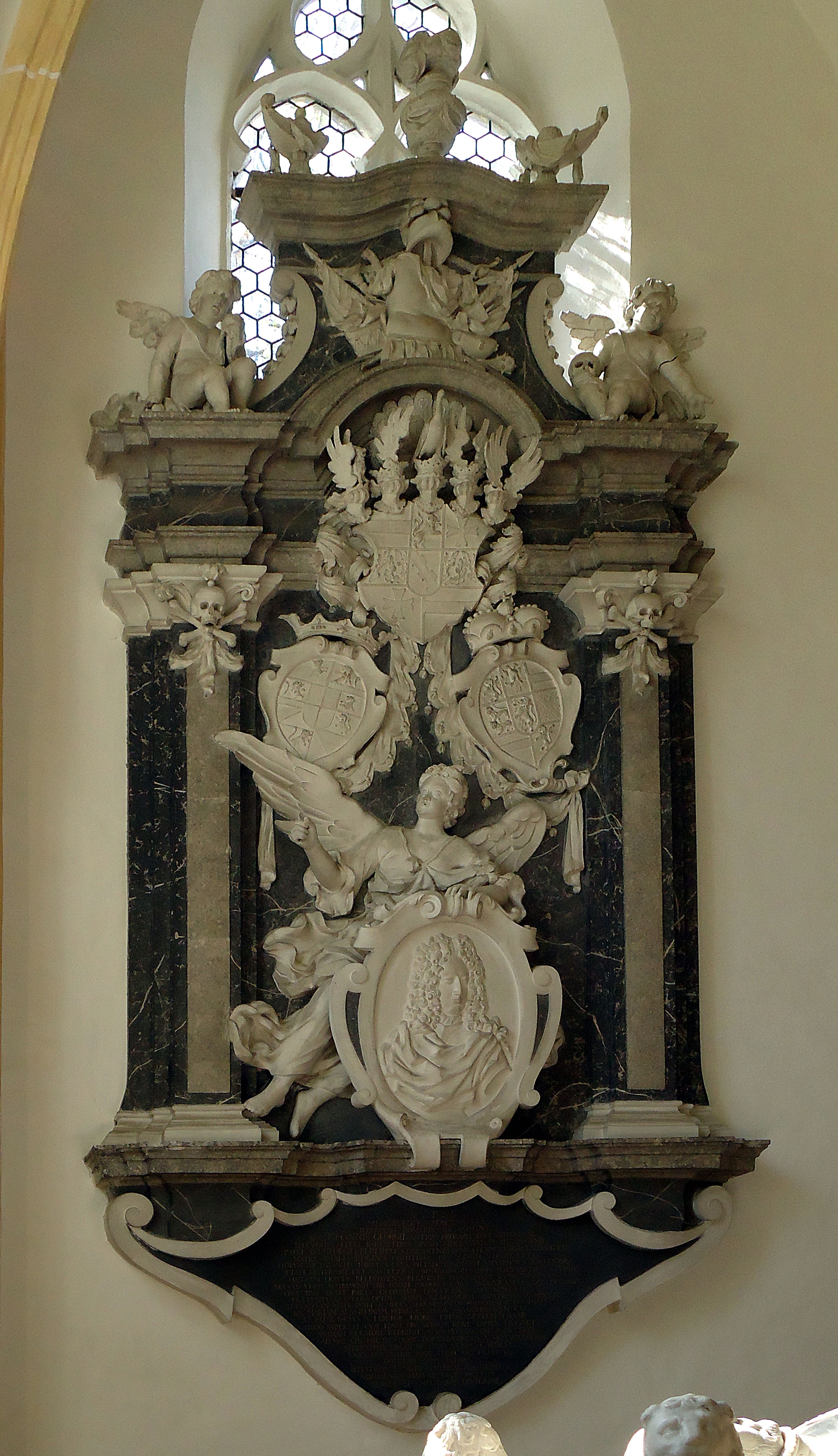
Epitaph Graf Johann Georgs in der Marktkirche

## Wappen

### Stammwappen
Blasonierung: Das Stammwappen der Ortenburger zeigt einen schrägrechten silbernen Wechselzinnenbalken auf rotem Grund; auf dem Helm mit rot-silbernen Decken ein geschlossener, mit goldenen Lindenblättern bestreuter schwarzer Flug.
Aufgrund verschiedener Erbstreitigkeiten wurde es mehrmals verändert, ehe es Mitte des 19. Jahrhunderts in der ursprünglichen Form übernommen wurde.
Blasonierung: Das Stammwappen der Pfalzgrafen von Bayern zeigt einen blauen, feuerspeienden Panther auf silbernem Grund.
Die Pfalzgrafen von Bayern waren ein früher Kraiburger Seitenzweig des Hauses Ortenburg. Das Wappen wurde nach dem Aussterben der Linie im Jahre 1248 von den Wittelsbachern übernommen. Es ist ein Teil des Staatswappens von Bayern und steht für Altbayern.

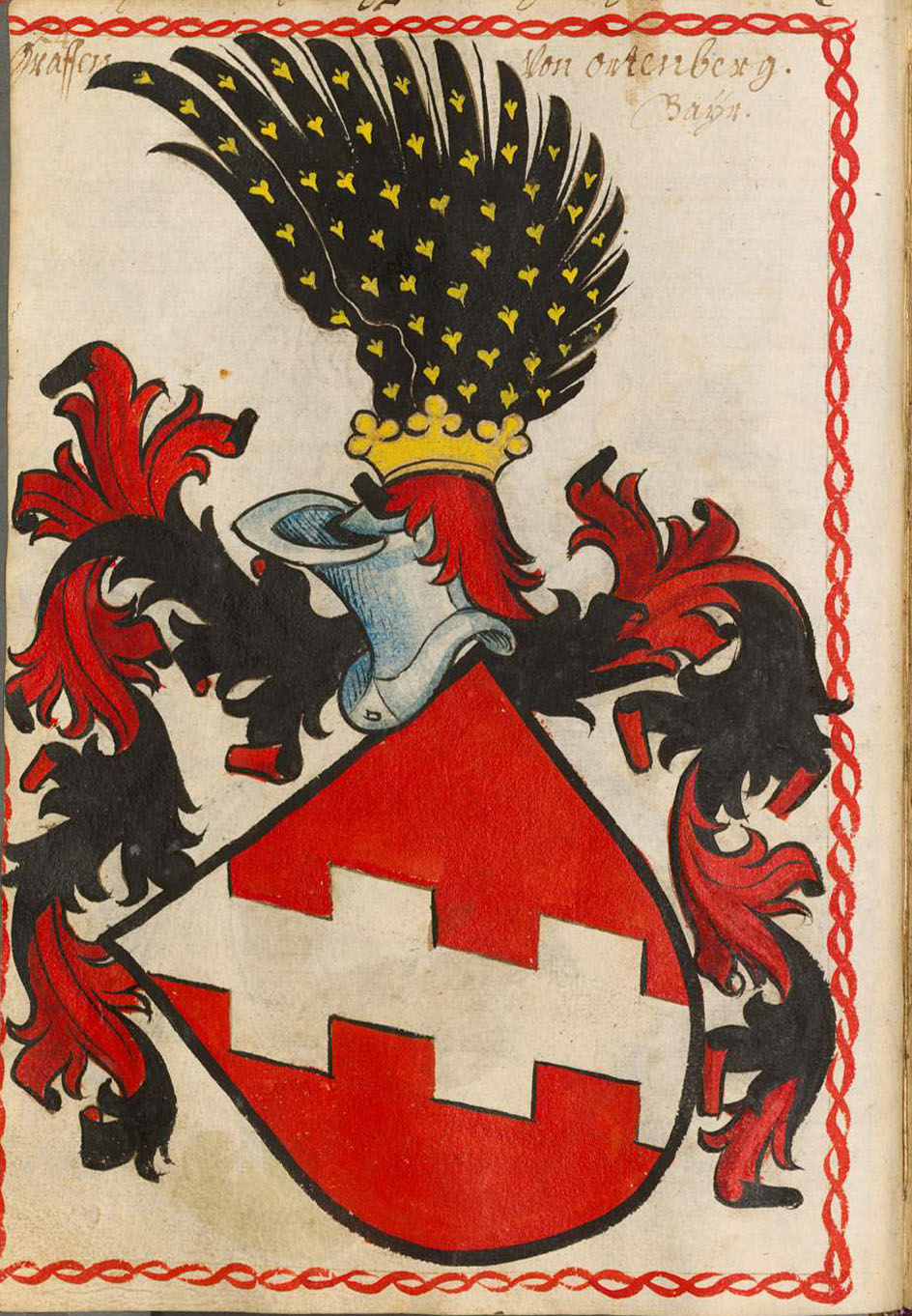
Stammwappen der „Graffen von Ortenberg, Bayern“, im Scheiblerschen Wappenbuch, von 1450 bis 1480
Wappen der Graffen von Orttenburg, im Wappenbuch des churbayrischen Adels, 1560
Wappen des pfalzgräflichen Kraiburger Seitenzweiges des Hauses Ortenburg mit blauem Panther
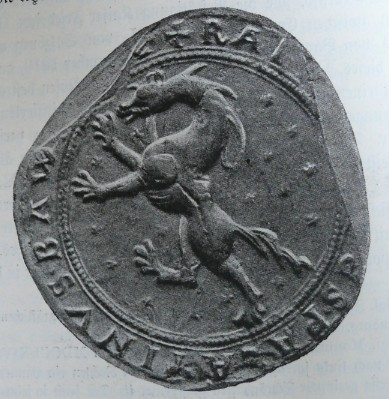
Der Ortenburger Panther im Siegel der Pfalzgrafen Rapoto III. von Bayern, 1247

### Gemehrte Wappen

Gemehrtes Wappen der Graffen zu Ortenburg, Wappenbuch des churbayrischen Adels, 1560
Gemehrtes Wappen der Graven von Ortenburg nach Siebmacher, 1772
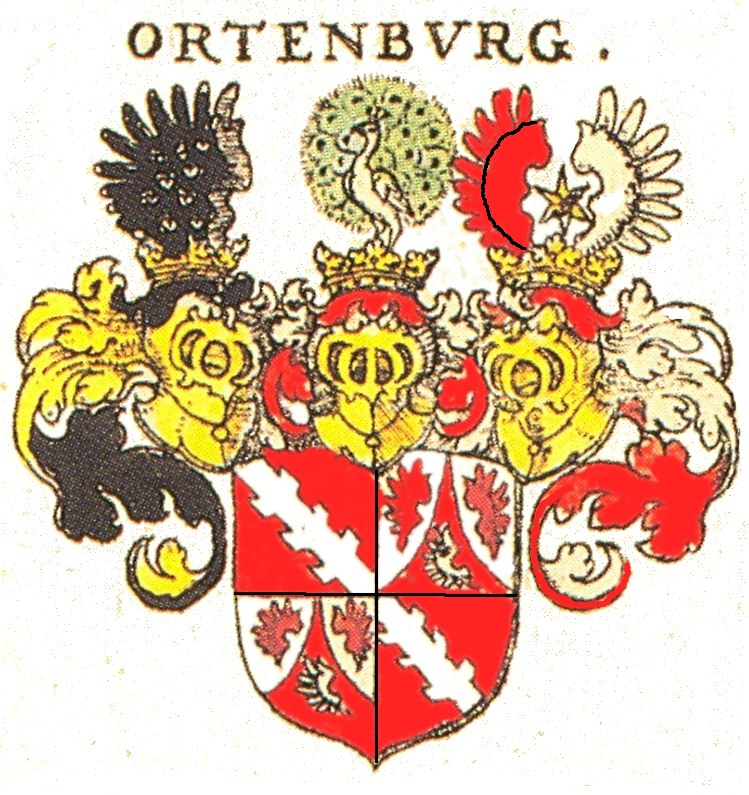
Erbanspruchwappen Ortenburg mit Wappen der Grafschaften Sternberg und Ortenburg in Kärnten sowie dem gräflichen Wappen zu Ortenburg in Bayern, nach Siebmacher, 1605
Erbanspruchwappen ohne Wappenzierde mit Wappen der Grafschaften Sternberg und Ortenburg in Kärnten sowie dem gräflichen Wappen zu Ortenburg in Bayern, nach Siebmacher, 1605
Großes Ortenburger Anspruchswappen ohne Wappenzierde nach dem Aussterben der Grafen von Krichingen und Püttingen nach Tyroff, 1821

### Gemeindewappen mit Elementen der Ortenburger Wappen
Die Wappenfigur des (blauen) Ortenburger Panthers der Pfalzgrafen von Bayern befindet sich im bayerischen Staatswappen für Altbayern und die beiden Regierungsbezirke Ober- und Niederbayern. In vielen bayerischen Orts- und Stadtwappen wird der Panther in roter statt in blauer Farbe geführt.

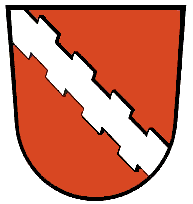
Wappen des ehemaligen Landkreises Oberviechtach
Elemente im heutigen Wappen der Gemeinde Egglham
Wappen des heutigen Marktes Ortenburg
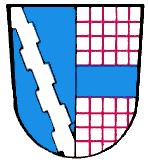
Wechselzinnenbalken als Wappenelement der Gemeinde Stammham
Wappenelement der Gemeinde Gottfrieding
Blauer Ortenburger Panther im Wappen des Landkreises Traunstein
Blauer Ortenburger Panther als Wappenelement der Stadt Neumarkt-Sankt Veit
Blauer Ortenburger Panther im Wappen der Stadt Ingolstadt
Kopf des blauen Ortenburger Panther im Wappen des Marktes Grassau
Roter Panther im Wappen des Regierungsbezirks Niederbayern
Ortenburger Panther in roter Darstellung im Wappen der Stadt Vilsbiburg
Roter Panther als Teil des Landkreiswappens von Rottal-Inn
Roter Panther als Teil des Stadtwappens von Pfarrkirchen
Roter Panther als Wappenelement der Stadt Eggenfelden
Roter Panther im ehemaligen Wappen des Landkreises Griesbach
Roter Panther als Wappenelement des ehemaligen Kreises Vilshofen
Ortenburger Panter im Stadtwappen von Vilshofen an der Donau
Der Panther in Schwarz im Wappen von Bad Reichenhall
Grüner Panther im Wappen Heldensteins zum Vergleich: früher wurde angenommen, er leite sich vom Wappen der Steiermark ab.

## Persönlichkeiten

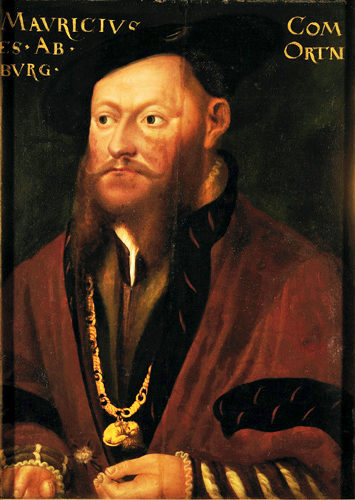
Moritz von Ortenburg († 1551), Hofrat der Herzöge von Bayern, von Hans Schöpfer d. Ä. (1539)

- Etzel († 17. Mai 1446), Kämmerer König Karls VI. von Frankreich.
- Ulrich I. von Ortenburg († 19. November 1455), Dompropst von Passau, Domherr zu Passau und Archidiakon von Mattsee
- Moritz († 6. Juli 1551), bayerischer Politiker und Hofrat der Herzöge von Bayern
- Georg III. († 7. Mai 1553), Dompropst von Freising, Domherr von Freising, Augsburg und Salzburg und kaiserlicher Rat
- Joachim I. († 19. März 1600), führte 1563 die Reformation in Ortenburg ein und setzte sich erfolgreich gegen die bayerischen Herzöge durch im Kampf um die Reichsunmittelbarkeit seiner Grafschaft.
- Heinrich VIII. († 29. August 1622), Kriegsteilnehmer im Dreißigjährigen Krieg
- Amalia Regina († 15. April 1709), führte 1703 die Schulpflicht in Ortenburg ein.
- Alram Karl († 6. August 2007), Patronatsherr des Schlosses Tambach

- Liste der regierenden Grafen von Ortenburg